# Magyar Színház
A Magyar Színház (Pesti Magyar Színház, 1840–2000 között Nemzeti Színház) állami fenntartású közintézmény, ami 1966 óta a Hevesi Sándor tér 4. szám alatt működik.
1837. augusztus 22-én nyílt meg a mai Astoriánál, a Múzeum körút és a Rákóczi út sarkán, majd amikor az intézmény Pest vármegyétől az állam tulajdonába került, a társulat neve Nemzeti Színházra változott. 1840. augusztus 8-án már így nyitotta meg kapuit és mutatta be Erkel Ferenc első operáját. Negyven évvel később az opera ágazat külön épületbe, az Operaházba költözött. Működését hosszú időn keresztül számos vihar kísérte.
2000. szeptember 1-jén nevezték át újra, az „új Nemzeti Színház” építésekor. Ekkortól az intézmény Pesti Magyar, vagy röviden Magyar Színház néven működik tovább az alapító okirat módosításával, változatlanul a – több „költözés” után, akkor már 34 éve ideiglenesen kapott – Hevesi Sándor téri épületben és bár társulata továbbra is a „régi Nemzeti Színház” hagyományain nevelkedő és azt őrző színészekből állt, művészi feladatainak megfogalmazása pedig nem változott, helyzete sok küzdelemre, vitára adott okot. Jól tükrözi ezt az is, hogy a 2012-ben kialakított minősítési rendszerben a státusa az egyetlen minisztériumi fenntartású „nem nemzeti” színház lett.
A 2010-es években előbb az ifjúsági és családi irányba nyitott, a 2015/2016-os évadtól kezdődően pedig a színház fontos eleme a számos, társadalmi felelősségvállalást segítő, az arra figyelmet felhívó program.
A 2024/2025-ös évadtól Nagy Viktor igazgató a társulat alapító okiratában szereplő rövidített megnevezést használja, az épület 130 éves múltjához való „visszatérés” okán.

## A színház
A színház Vörösmarty Mihály Árpád ébredése című előjátékával, majd Eduard von Schenk Belizár című szomorújátékával nyitott. Első igazgatója Bajza József volt. A színház Pesten az első, az országban a negyedik magyar nyelvű színházként nyitott (Kolozsvár, Miskolc és Balatonfüred után), miközben a városban 1812 óta már működött egy 3200 fő befogadóképességű német nyelvű teátrum. A színházban operát és drámát egyaránt játszottak. Az 1840. évi országgyűlés döntése alapján a Pesti Magyar Színház a Nemzeti Színház nevet kapta, s vármegyeiből állami kezelésbe került az intézmény.

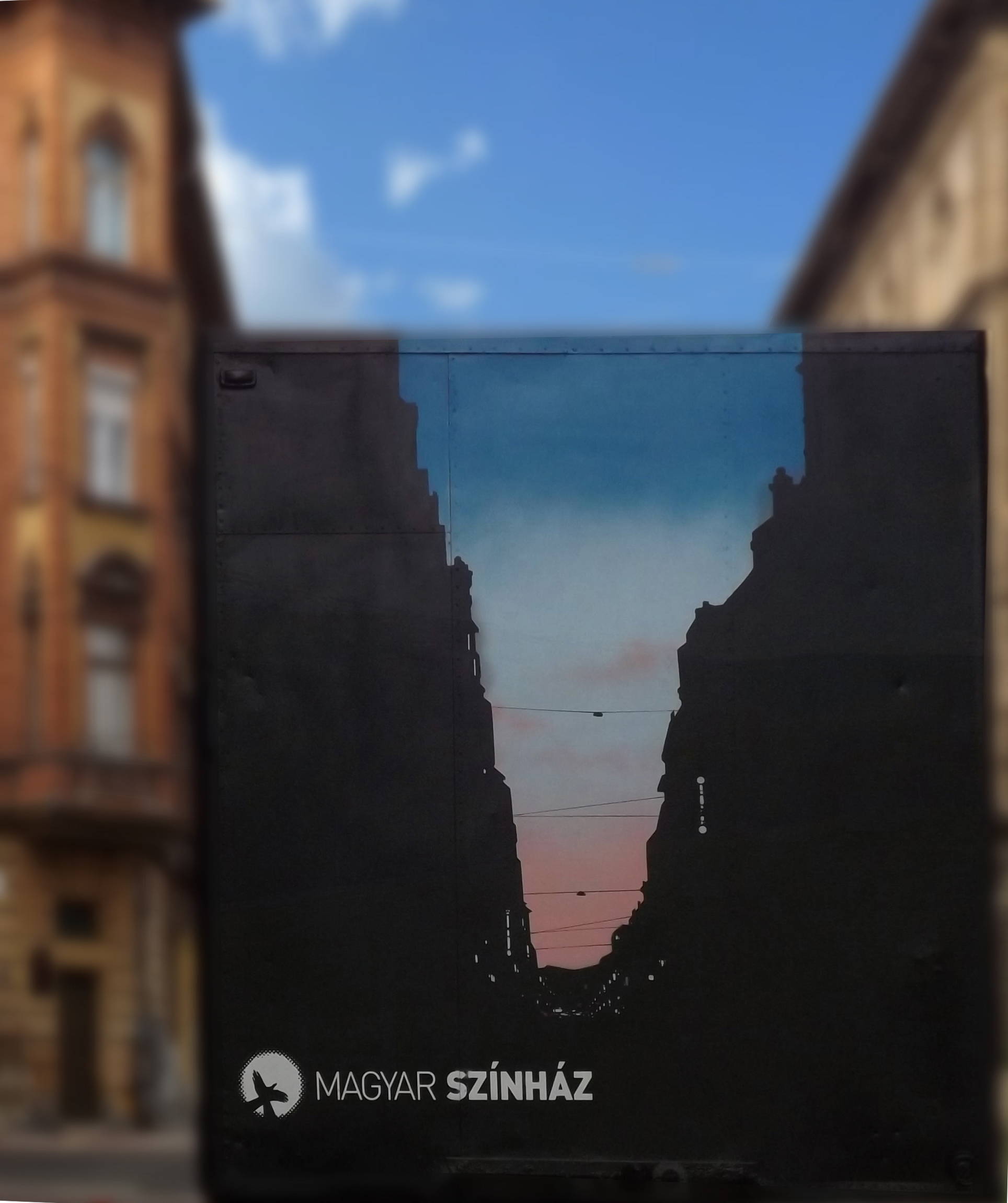

A Magyar Államkincstárhoz tartozó, szigorú ellenőrzés alá eső költségvetési intézmény 2000-től, az alapító okiratának módosításával újra Pesti Magyar Színházként játszik, amelynek társulata változatlanul a régi Nemzeti Színház hagyományain nevelkedő és azt őrző művészekből áll. A színház ekkori igazgató-főrendezője Iglódi István egy évtizeden át volt a teátrum vezetője. Rendezői ezen időszak alatt: Csiszár Imre, Vidnyánszky Attila, Pinczés István, Guelmino Sándor, vendégrendezői: Berényi Gábor, Bruck János, Czeizel Gábor, Szergej Maszlobojcsikov, Vándorfi László voltak.
Eleinte, a Nemzeti névtő‍l való megfosztás után az ő vezetésével stabilizálódott valamennyire a színház a helyzete. Igazgatása alatt azonban meg kellett küzdenie az elvonásokkal, a színház elbizonytalanításával (hol át akarták adni a színházat a fővárosnak, hol össze akarták vonni a Nemzetivel, majd direktívába kapta, bocsásson el embereket) és hogy szinte a haláláig nem írtak ki igazgatói pályázatot. 2009 márciusában ebből a közösségből indult a Harmadik Figyelmeztetés színészzenekar. 2‍0‍0‍9‍ ‍d‍e‍c‍e‍m‍b‍e‍r‍é‍b‍e‍n‍ – amikor már egy éve Őze Áronnal vezette a színházat – ‍I‍g‍l‍ó‍d‍i‍ ‍I‍s‍t‍v‍á‍n‍,‍ ‍p‍á‍r‍ ‍h‍ó‍n‍a‍p‍p‍a‍l‍ ‍k‍é‍s‍ő‍b‍b‍ ‍P‍o‍l‍l‍á‍k‍ ‍M‍a‍g‍d‍o‍l‍n‍a‍, ‍az intézmény g‍a‍z‍d‍a‍s‍á‍g‍i‍ ‍i‍g‍a‍z‍g‍a‍t‍ó‍ja ‍i‍s‍ ‍m‍e‍g‍h‍a‍l‍t‍.‍

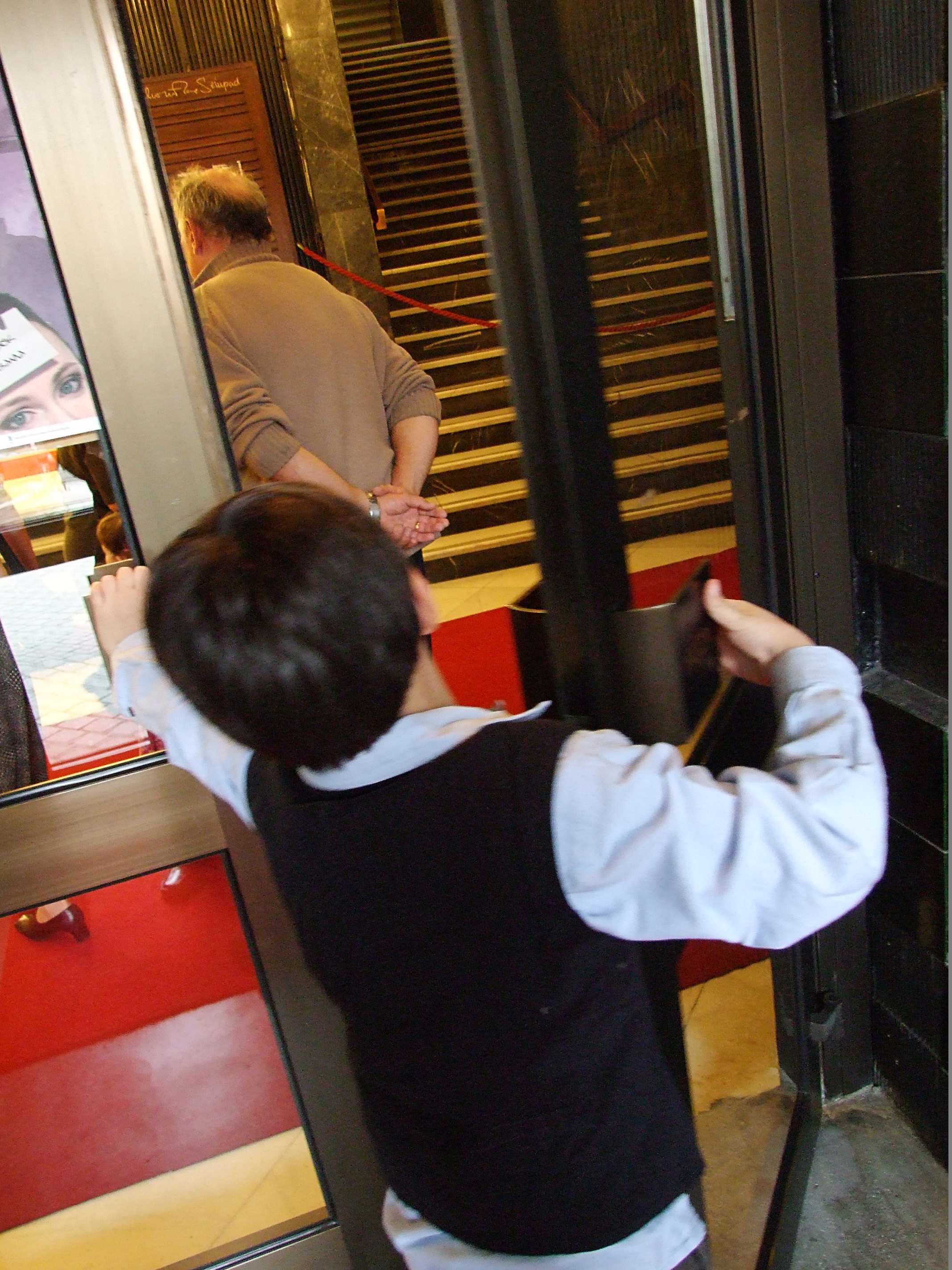

2010 októberétől pályázat útján a színház igazgatójának Őze Áront nevezte ki a minisztérium, a társulat támogatásával, melyet a "hármas vezetés" Iglódi István igazgató bizalma és betegsége idején teljesített tevékenységével érdemelt ki. A pályázatban foglalt művészi koncepciót azonban – elsősorban anyagi okok miatt – felül kellett bírálnia – igazgatótársaival, Sipos Imre menedzserigazgatóval és az ezért lemondott Guelmino Sándor művészeti igazgatóval –, így útkeresésre kényszerültek. Ekkor kezdődött egy újabb korszak a társulat életében. 2013-tól olyan színházi élményt adó közösségi teret valósítottak meg, ahol együtt van a család, azaz ifjúsági-családi színházzá alakultak Göttinger Pál főrendező segítségével.
A nagyszínpadon elsősorban többgenerációs színdaradok, míg a vasfüggöny mögötti (400 férőhelyes) téren a „már bátrabb megfogalmazású” előadások kerültek bemutatásra, a Sinkovits Imre Színpad pedig továbbra is megtartotta az addigi nyitott műhely jellegét, helyet adva a kísérletezéseknek is. Ezekkel összhangban, színházpedagógusokkal elindítottak egy színház-pedagógiai programot. 2014 augusztusában bejelentették, hogy októberben meghirdetnek egy meghívásos pályázatot gyerekeknek szóló előadásokra, melynek nyertese évről évre egyike lesz a nagyszínpados gyerekdarab bemutatóknak és egyben elnyeri a Csukás István-díj elismerést, amit Őze Áron alapított. Kuratóriumának elnökségét maga a névadó író, Csukás István vállalta, ezzel is megerősítve azt az elköteleződést, amivel a színház irányítása a gyermekelőadások alapjául szolgáló új magyar írások megrendelésére, megjelenésére, népszerűsítésére és erősítésére tett erőfeszítéseket, azonban ezt később az új vezetés már nem vállalta, így a kezdeményezés önálló életre kelt.
2015. január 1-től Zalán János került kinevezésre pályázat útján az intézmény igazgatói teendőinek ellátására, aki vállalt feladataként az újrapozicionálást, egy szélesebb spektrumú repertoár-portfólió, folyamatosan változó társulat kialakítását és a nemzetközi színházi vérkeringésbe való bekapcsolódást határozta meg. A Pesti Magyar Színház az Európai Színházi Konvenció (European Theatre Convention – ETC) elnevezésű nemzetközi szervezet 2015. április 17-i temesvári konferenciáján egyhangú szavazással teljes jogú tagságot szerzett, mely által magas színvonalú, kreatív és innovatív színházi projektekben vehet részt, illetve előadásaik – nemzetközi támogatással – eljuthatnak Európa elismert színházaiba is. 2015 novemberétől a színház a könnyed, zenés műfaj felé nyitott.

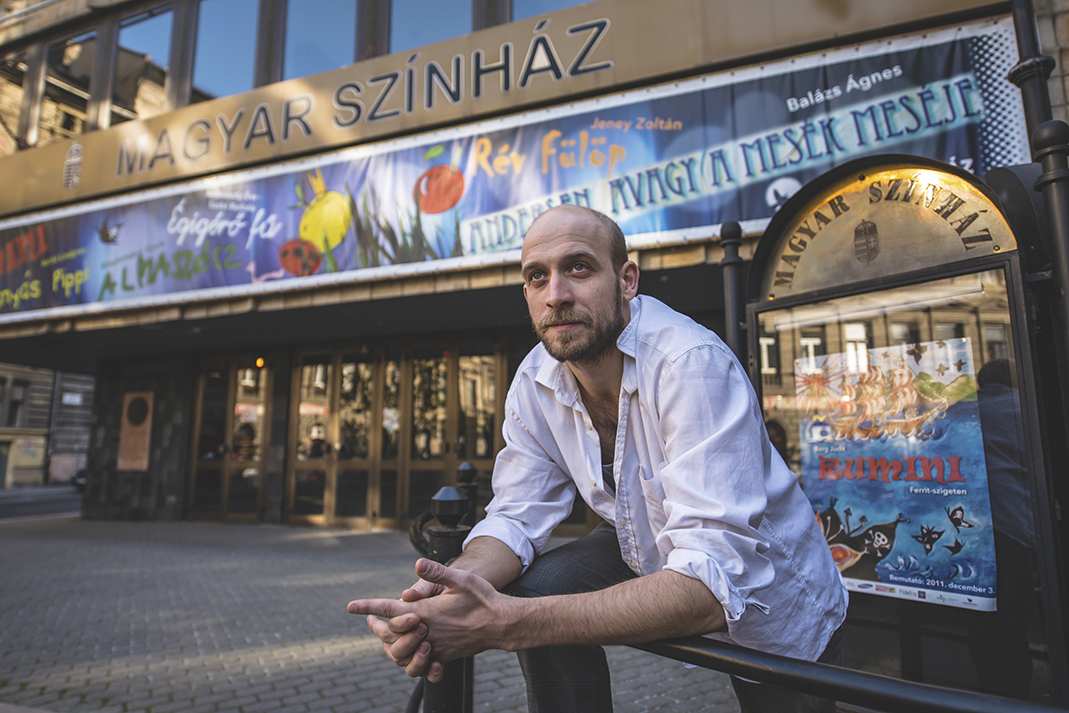
Takács Géza színművész az épület előtt 2015-ben

A 2015/2016-os évadtól kezdődően Magyarországon elsőként vezetett be a színház egy olyan speciális mobilapplikációt, amely audionarráció segítségével látássérülteknek teszi lehetővé színházi előadások teljes körű élvezetét úgy, hogy a narrációt nem igénylő nézőt ne zavarja. A program megvalósítója Tóth Cecília audionarrátor, az Akadálymentes Kultúra Csoport (AKKU) munkatársa és a Sennheiser magyarországi képviselője, az Audio Partner Kft., a Magyar Vakok és Gyengénlátók Országos Szövetségével együttműködésben. A színház első audionarrált előadása a Harisnyás Pippi című gyerekelőadás lesz, a felnőtteknek szóló művek közül pedig A konyha. 
Az előadásokat a látássérültek számára egy díszletbejárás előzi meg, hiszen annak teljes ismertetésére a színjáték alatt már nincs elég idő. A társadalmi felelősségvállalás fontosságát más megmozdulásokban is középpontba helyezte a színház. 2016-ban Zalán János igazgató Szűcs Sándor ötlete alapján útjára indította a Nézőpontváltó rákellenes színházi staféta programot. 2018 tavaszán a „Magyar Színház-barátok” indították el a Hadd Üljek Melletted (HÜM) segítő programot, ami keretében nézők, meghatározott előadásokra sajátjuk mellé féláron vásárolhatnak további jegyeket a Magyar Színházzal együttműködésben álló különböző okokból hátrányos helyzetűekkel foglalkozó iskolák, nevelő-, anyaotthonok és más szervezetek rászorulóinak.
A Miskolcon működő Erőmű Kortárs Művészeti Egyesülettel a Pesti Magyar Színház, a Magyar Írószövetség, a Skandináv Ház Alapítvány és a Theatrum Scholae Közhasznú Alapítvány partnerségi együttműködésben 2016-ban elnyerte az EGT Alap támogatását Jon Fosse: Alvás című drámája magyarországi ősbemutatójának megvalósítására. Ez egy korszerű oktatási anyag, mely televíziós technikával rögzíti a színházi előadás létrehozásának minden egyes kivitelezési fázisát ismeretterjesztési formában, a díszlet- és jelmez tervezéstől kezdődően a kivitelezésén keresztül a próbákon át, egészen a bemutatóig.
A Pesti Kitérő elnevezésű programsorozatot 2017-ben Horváth Illés színész-rendező ötlete alapján Horváth János Antal forgatókönyv- és drámaíróval, Dobos Evelinnel és a színház támogatásával indították el. Célja, hogy a különböző művészeti tematikájú, fiatal művészekre összpontosító, progresszív rendezvényekkel egy olyan jó hangulatú, egymást építő kulturális „közösségi hely” legyen, ami tartalmas szórakozást nyújthat. Az esték két részből állnak: előbb egy „művészi produktum”, – ami lehet filmvetítés, divatbemutató, fotókiállítás, koncert, versest vagy slam poetry, illetve ezek fúziója, – amit kísérőprogramként a színház „szalonjában” kötetlen, zenés mulatság követ. Az eseménysorozat célja hosszú távon az is, hogy egy fiatalokból álló közeg is szerveződjön, akik bizalommal fordulnak a színház, főleg a húszas-harmincas korosztályt és a tinédzsereket is célzó darabjai felé is.
Felújítási munkák miatt a Radnóti Miklós Színház néhány előadása és a 2018. szeptember 3–10 között zajló, a Thália Színház által rendezett Vidéki Színházak Fesztiválja is a Magyar Színházban kapott teret.
2024 februárjában Nagy Viktor került a színház élére. Októberben a színház Facebook-oldalán jelentette be, hogy az épület 130 éves múltjához kíván „visszatérni”, ezért a társulat 2024/2025-ös évadtól Magyar Színházként folytatja.

## Épületei

### Az első épületek
Az egykori Kerepesi úti (a mai Rákóczi út 1. szám alatt, az Astoria szállodával szemben, az irodaház helyén található) telken 1837-ben befejezett színház végül meglehetősen dísztelen, egyemeletes épület lett, melyet megyei támogatással, közadakozásból építettek. A klasszicista stílusú épületet Zitterbarth Mátyás építette Telepi György átalakított tervei alapján. 1855-ben a Vasárnapi Újság hosszabb cikket írt róla.
1875-ben a már (1840 óta) Nemzeti Színházként működő társulat épületének homlokzatát Szkalnitzky Antal építette át egy sarokházzal kiegészítve, amiben bérlakások voltak, melyek bevétele a színházat gazdagította, és ott működött Színi Tanodája is. 1882-ben a Zipernowsky Károly tervei szerint készült el a Nemzeti Színház villanyvilágítása ezer darab, 20 gyertya fényességű lámpával, az áramfejlesztőket ekkor még gőzgépek hajtották. Az európai színházak közül másodikként alkalmazott színpadi villanyvilágítást 1883. szeptember 21-én, Madách Az ember tragédiája című drámájának bemutatóján. Az 1890-es években aztán a Zipernowsky-Déri Miksa-Bláthy Ottó Titusz által megvalósított transzformátor volt, aminek segítségével megoldották a villamos áram nagy távolságra történő gazdaságos, jó hatásfokú szállítását és elosztását, sikeres gyakorlati alkalmazásának oly látványos eredményei voltak, mint Bécs kivilágítása, vagy a pesti Nemzeti Színház ellátása villamos fényforrásokkal. Ez volt a világon a harmadik elektromosan világított színház, ahol váltakozó áramot használtak.
Az épületet 1908-ban tűzbiztonsági okokból életveszélyesnek minősítették – a társulatot is átköltöztették – és végül 1913–1914-ben lebontották. Ezután több ideiglenes színházépületben játszott, amíg a Hevesi Sándor téri épületbe került.

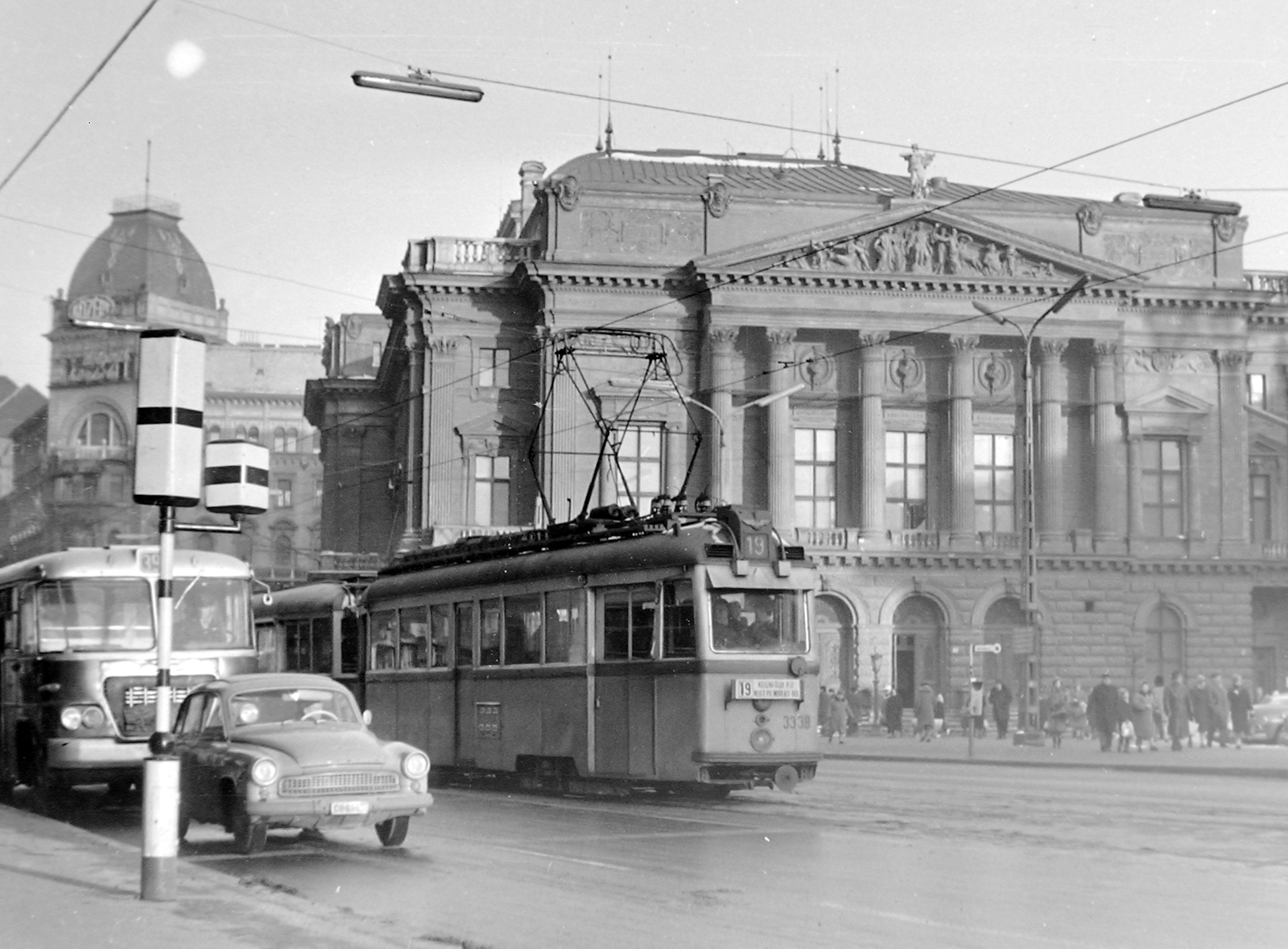
A Népszínház (ekkor már Nemzeti Színház) épülete 1964 előtt a Blaha Lujza téren

1908-tól a fővárosi kezelésű, Blaha Lujza téren működő Népszínház épületében bérlőként játszott a társulat 40 éven át. 1948–1950 között az ingatlan az állam és így a Nemzeti Színház tulajdonába került. Az épület második világháborúban és az 1956-os forradalom és szabadságharc során is jelentős károkat szenvedett. Az többször renoválták és javították, míg 1964-ben arra az elhatározásra jutott a Nemzeti Színház ügyét vizsgáló bizottság, hogy a színház korszerűsítése és a metróépítés miatti 5–6 éves munkálatok költségét inkább egy új építésére költik – de ez nem valósult meg. 1964–1965-ben lebontották.
1964-től két éven át a társulat következő ideiglenes helyszínéül az akkori Petőfi Színház (a későbbi Thália Színház) épp felújított terei szolgáltak, amíg a Hevesi Sándor téri épületet – ahol szintén csak pár évet játszott volna a Nemzeti – teljesen átépítették.

### A Hevesi Sándor téri épülete

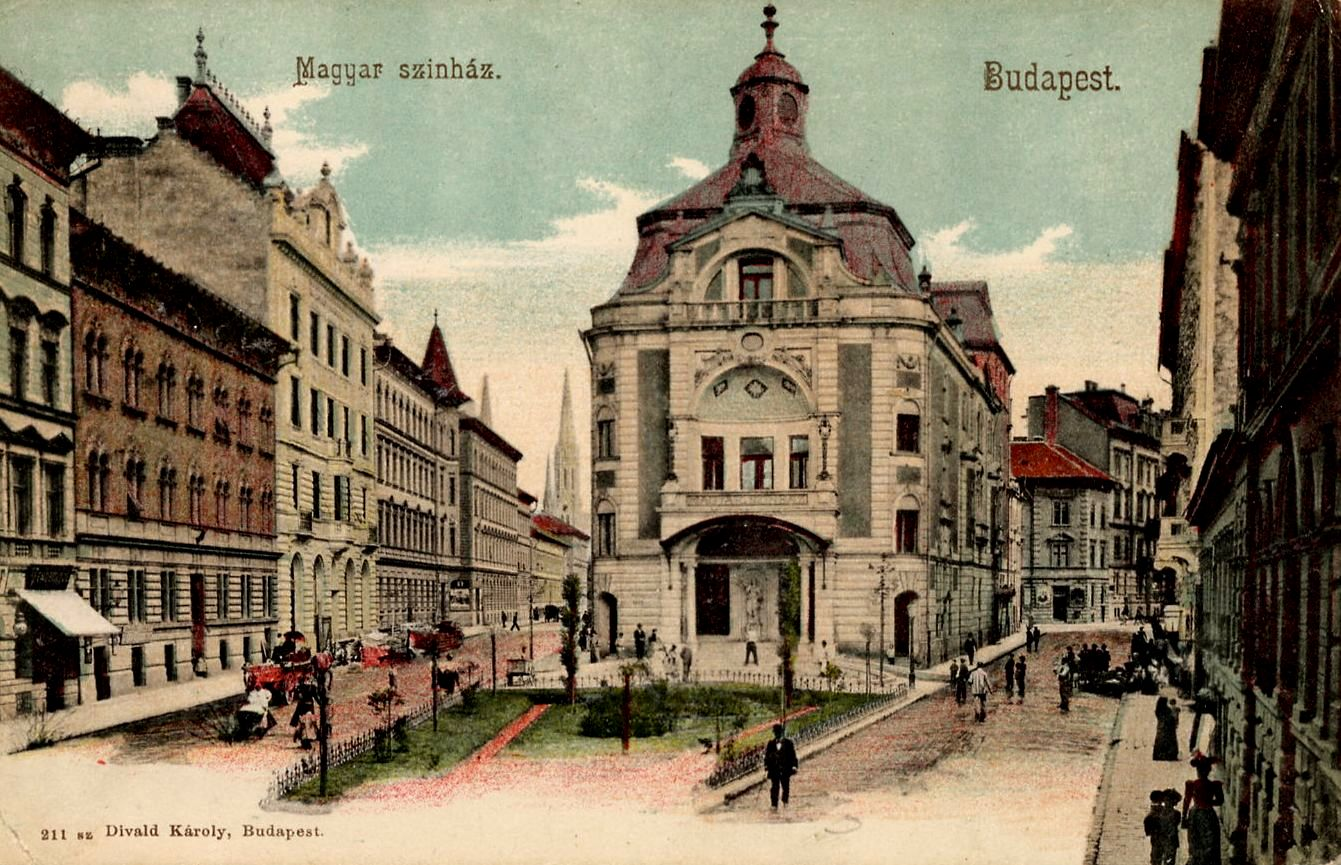
Magyar Színház 1897. A Láng Adolf tervei alapján épült régi épület – korabeli képeslap

Az eredeti épület több színháznak is otthont adott, mielőtt 1966-ban egy jelentős átalakítás után a Pesti Magyar Színház (2000-ig Nemzeti Színház) társulatáé lett.
A Magyar Színház 1897-ben épült a XIX. század hagyományos stílusában, Láng Adolf építész tervei szerint. A Rákosi-Beöthy család vezetésével alapított színház 1897. október 16-án tartotta első előadását az akkor még külvárosinak számító városrészben, az Izabella – ma Hevesi Sándor – téren. A főváros második magánszínházának két emelet magasságba szökő nézőterének befogadóképessége 996 fő volt. Első korszakában legfőképpen operetteket játszott, majd fokozatosan, tíz év fennállás után komoly prózai színházzá alakult. Beöthy László második igazgatói korszakában, 1907−1918 között már magyar és külföldi kortárs drámák és klasszikusok alkották műsorát, amelyek játszására meghitt nézőtere kiváltképp alkalmassá tette.

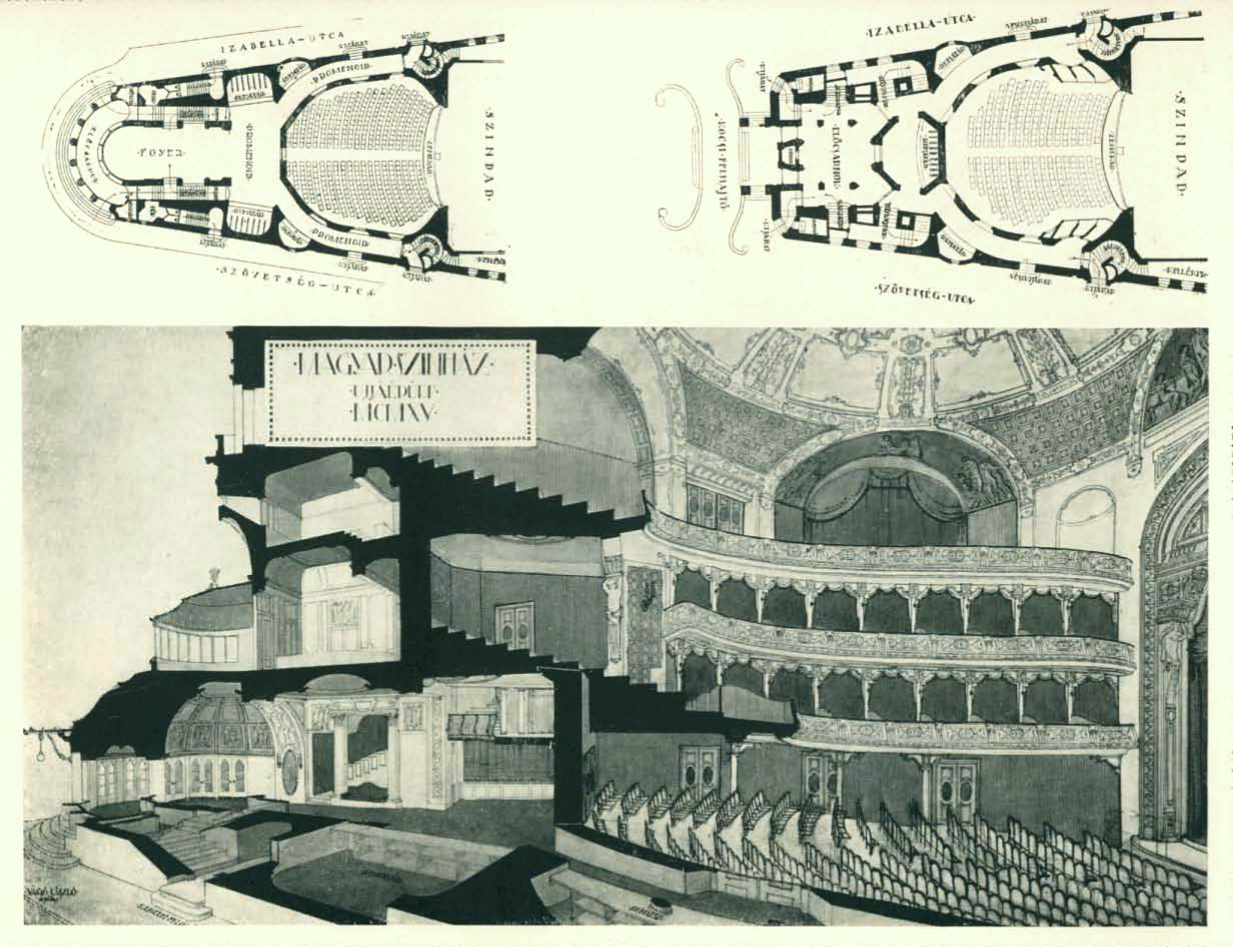
Vágó László: Az újonnan átalakított Magyar Színház, 1915

1914-ben a színházat Vágó László építész építette át: új, tágas előcsarnok épült, a nézőtér férőhelyeit pedig egy átrendezéssel jóval ezer fölé növelték. „A szó szoros értelmében kivájta a színház belsejét” – fogalmazott 1915-ben Relle Pál. A kocsifelhajtó helyére kerek, oszlopos, fedett helyiség került. Innen lépcsők vezettek a páholyerkélyekhez, míg a karzathoz külön lépcsőkön, az utca felől lehetett feljutni. Ez a korábbi torlódásoknak véget vetett. A ruhatárak és a többi mellékhelyiség könnyen megközelíthetően a két oldalra kerültek. A földszinti páholyokat megszüntette helyükre a nézőtérről kivezető ajtók kerültek, az emeleti páholysorokat előbbre hozta és megdöntötte. Az első erkély elé nyitott páholyok kerültek. A nézőtér színvilágát: fehér-aranyba díszítőelemek és fehér oszlopok között a székek fekete keretű, bordó és bíborvörös selyembrokát-huzatjai, drapériák, kárpitok, tükrök és az új világítás alakította, mennyezetén Kádár Béla három pasztelltónusú rajzfreskója volt. Az átalakított Magyar Színház 1914. december 20-án nyílt meg. 1945. január 28-án, a második világháború végén a színház súlyos bombatalálatokat kapott, miközben Szabadság Matinét tartottak a Nemzeti Színház színészei és egy alkalmi zenekar. Zsúfolásig telt a fűtetlen nézőtér, a nyitott zsinórpadláson át hullott a hó, Várkonyi Zoltán pedig azt kiáltotta a színpadra lépve, „Élünk!“ – ezzel, itt indult újra a háború utáni magyar színjátszás.
A Magyar színház egészen az államosításokig magánszínházként működött. 1947−1951 között a Nemzeti Színház kamaraszínháza, majd 1951−1961 között a Madách Színház, 1962−1964 között a Petőfi Színház otthona is volt.

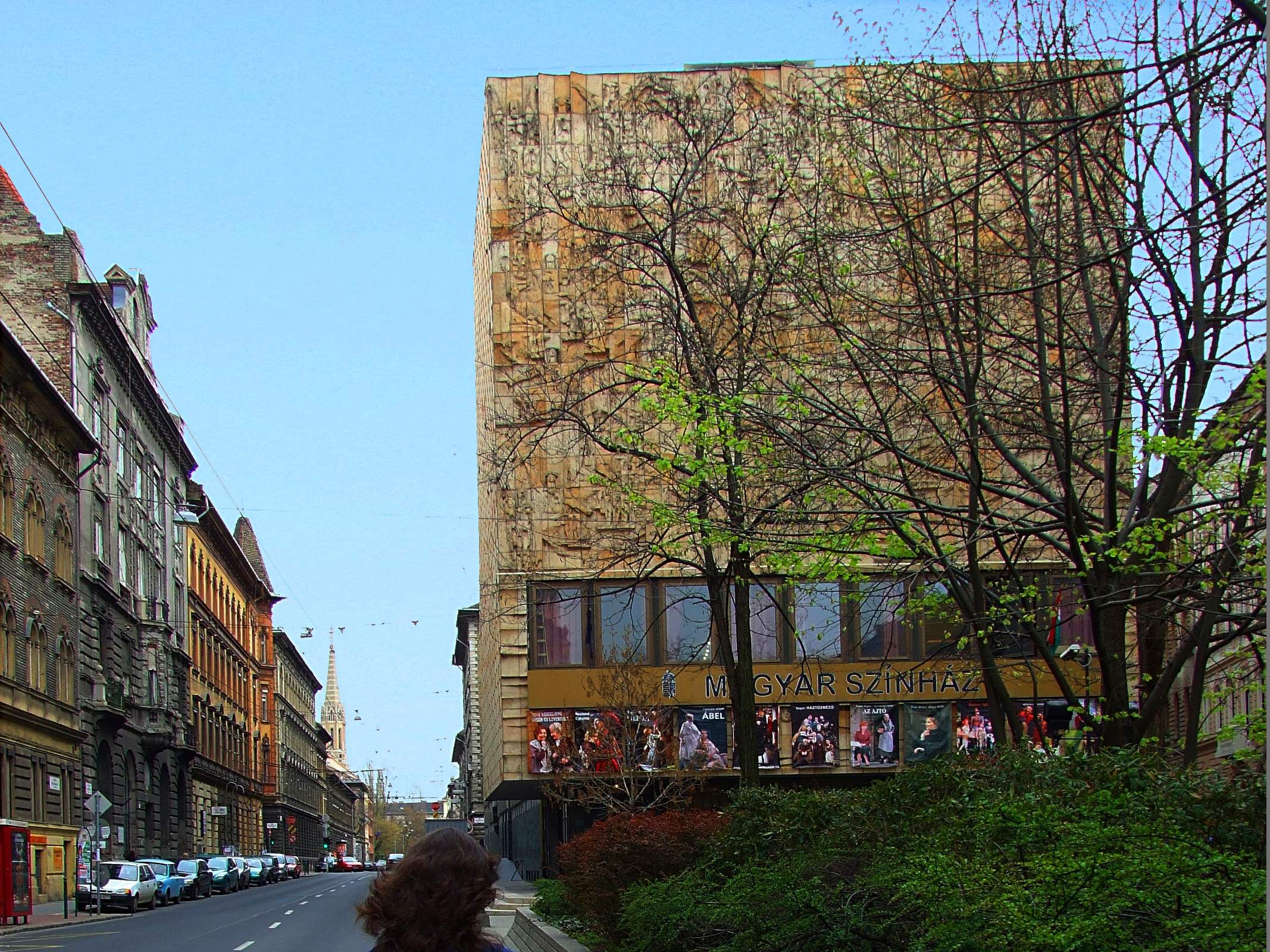
Az Ázbej Sándor terve szerint 1966-ban úraépített épület és az Izabella utca 2010-ben

A Hevesi Sándor téren álló színház mai arculatát 1964−66-ban nyerte el, amikor Ázbej Sándor tervei szerint teljesen átépítették. Igen nagy átalakításon ment keresztül. A régi színházat egészen a vasfüggönyig elbontották. Szerkezetéből csak a nézőtér főfalrendszere és tetőszerkezete, valamint az üzemi rész főfalrendszere maradt meg, és teljes egészében kicserélték az épületgépészet, a színpadtechnika, valamint a belsőépítészeti berendezéseket is.

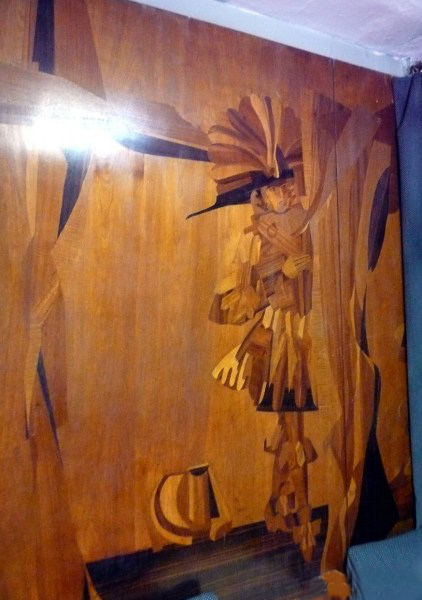
Faintarzia a színésztársalgóban

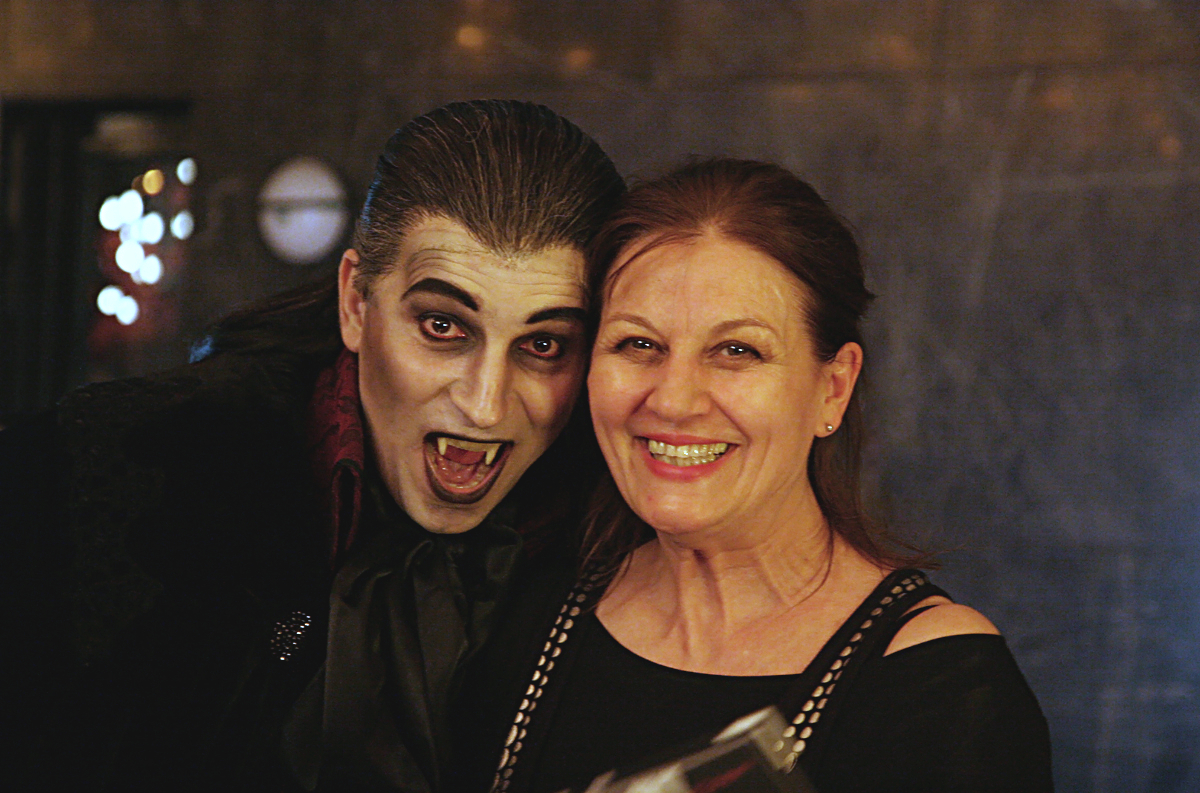
A Vámpírok bálja előadás szereplője és producere

Az épület két új szinttel magasabb lett, kifelé az utca felé és nyolc méterrel a tér felé is terjeszkedve, jóval nagyobb alapterületűvé vált. Ezáltal lehetőség nyílt egy impozáns előcsarnok kialakítására és a színház műhelyeinek, jelmez-, és bútortárainak elhelyezésére is. Díszletraktárt azonban már nem tudtak elhelyezni az épületben, az a Wesselényi utca másik oldalára, egy bérelt üzlethelyiségbe került. A régi öltözőket korszerűsítették, és tíz újabbat is építettek. A színésztársalgót díszítő intarziás falikép Szinte Gábor festőművész, díszlettervező alkotása, mely a színház belső életének mindennapjait mutatja be a színésznők öltözőjén, a műszaki berendezéseken és a színpadi kellékeken keresztül. A színpadot is megnövelték, s új nézőteret alakítottak ki rejtett világítással, akusztikai plafonnal. Páholyok helyett egy meredek erkélyt alakítottak ki. Ennek korlátját ki lehet emelni és összekötni a színpaddal. Oldalfalak mély barna színű diófa burkolatot kaptak, kontrasztban a székek cinóbervörös kárpitjával. A színház befogadóképessége az átépítés után 756 fő volt, a 2010-es években 665 fő. (A földszinten 374, az erkélyen az oldalpáholyokkal együtt 291 néző foglalhat helyet.) Az előcsarnok fekete márvány burkolatában Barcsay Jenő szobrászművész nagyméretű aranyhátteres mozaikképe fogadja a nézőket, görög kórus képzetét keltő kedélyesen társalgó asszonyalakjaival. Az első emeleti büfé falaira Bolba Henrik rézdomborításai kerültek.
Az Ázbej-féle új épület főhomlokzata zsolnai pirogránitból készült. A 757 elemből álló dombormű homlokzata Illés Gyula szobrászművész munkája: különböző színházi témák figurális ábrázolásai. A legalsó, a szalagablak alatt elhelyezkedő részen függöny mögül leskelődő színházi maszkok sorakoznak különböző hangulatokat és érzéseket megelevenítve, azonban ezek azóta nem láthatóak, mióta egy reklámtáblát helyeztek föléjük, felső három részen emberalakok és színházi hősök jelennek meg. Az épület tömege tömbszerű, a síkfelületeket változatosabbá tevő téglalap alakú táblák sajátos ritmikát adnak az oldalsó és a hátsó homlokzatoknak. Színezésük nem az eredeti terv része, azt a Szövetség ’39 Művészeti Bázis 2010-ben készítette. Az oldalsó és hátsó homlokzatokon a síkból 8 cm-re kiugró betonpanelek széleinek megfestésével a közlekedési iránytól függően egy-egy színátmenet fut végig. Ezen felül a Magyar Színház épületének Wesselényi és Szövetség utca felőli oldalára, a művészbejáró fölött közel 200 négyzetméteren 2400 darab levél formájú rugóacél lemezt helyeztek el. Az úgynevezett AER kinetikus futó-műtárgyak már az apró szélmozgásra is reagálnak, megmutatva az épület körüli kisebb légörvények látványos természeti aktivitását, ha pedig a lapocskákra süt a nap is, a rendszer dinamikus, vibráló felületté változik. A futónövények ihlette „levelek” családfa jelleggel kerültek telepítésre, megjelenítve a színház különböző korszakait a homlokzaton, valamint emléket állít a valaha a színházban dolgozó színészeknek is – 600 egykori, illetve 2010-ig a teátrumhoz kötődő művész nevét rá is gravírozták egy-egy levélre.
Az épület stúdiószínháztermét, a Sinkovits Imre Színpadot 2001-ben alakították ki a korábbi háziszínpad átépítésével, amelynek befogadóképessége 96 fő.

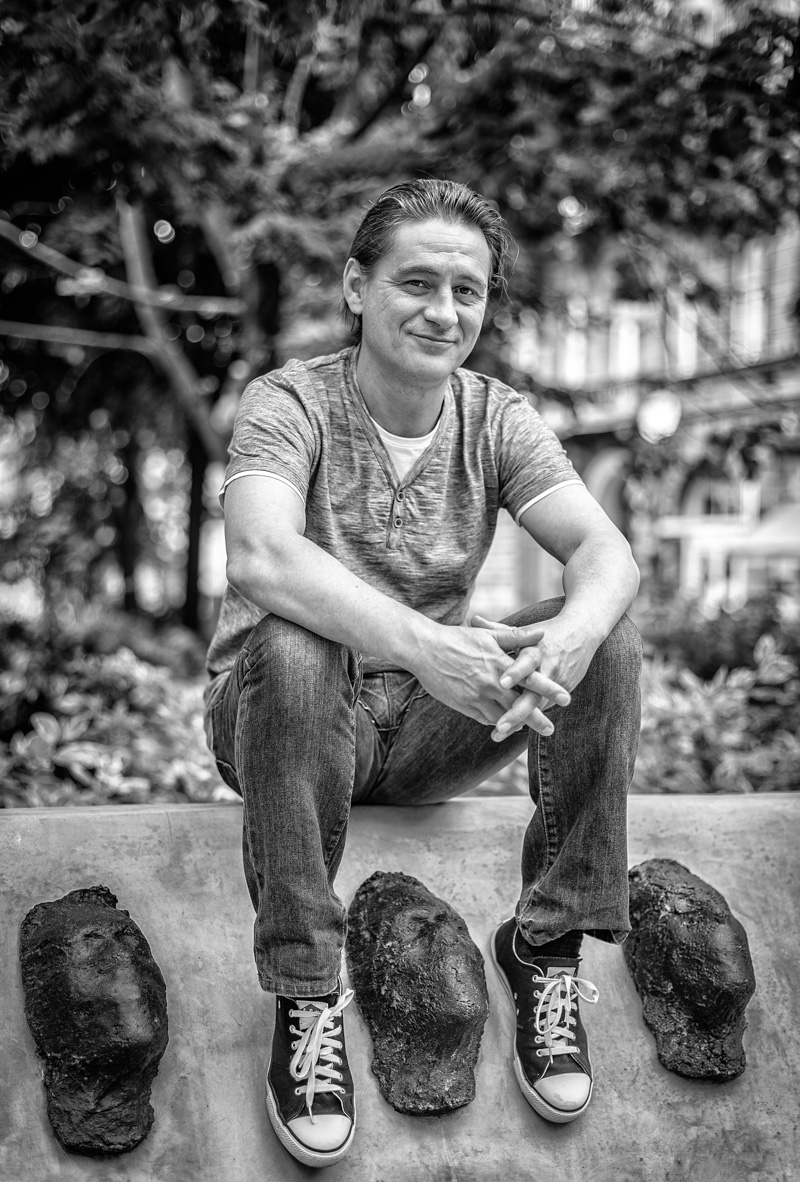
Rancsó Dezső Hetesi Attila kompozícióján

A színház előtti Hevesi Sándor téri parkot – ami eredetileg Ilsemann Keresztély munkája volt – a színház átépítésekor felvonulási területként használták. Helyreállítását 1968 nyarán a Nemzeti Színház igazgatósága rendelte meg a Fővárosi Kertészeti Vállalatnál, amit 1969. április 4-ig kellett rendezniük. Még előtte, 1954-ben a Fővárosi Tanács helyeztette Medgyessy Ferenc Táncosnő nevű szobrát a színház elé. A díszkutat díszítő női alak 1977-ben a Kálvin téri református templom, majd pedig 1982-ben a Madách térre, a Madách Kamara Színháza elé került. 1987-ben egy emléktáblát helyeztek el az épületben „1837–1987 A Nemzeti Színház másfél százados fennállásának emlékére 1987. augusztus 22” felirattal. 1995–1996-ban, amikor az épület fűtését olajról gázfűtésre cserélték, az olajtartályok kiemelése miatt feldúlt tér új arculatot kapott. Kör alapú virágágyás és egy Zsolnay porcelángyárban készült kerámia ivókút került a szürke és vörös kövekkel kirakott terecskére. A színház bejárati homlokzatával szembe került 2015-ben egy amfiteátrumszerű kompozíció is. Hetesi Attila Folyamat nevű alkotása ívben elhelyezett sematikus arcábrázolások, olyan maszkok, amik mintegy megszemélyesítik konkrét személyek ábrázolása nélkül a Pesti Magyar Színház, az egykori Nemzeti Színház halhatatlanná vált alakjait. 2017 márciusában e mellett, a Rejtő Jenő utcai oldalánál avatták a Rejtő Jenő emlékére a kerületbe készített Gondolatok köve köztéri kompozíciók egyikét. 2019 augusztusában Erzsébetváros önkormányzatának megbízásából egy Kolodko Mihály Rejtő-„mikroemlékmű”, A tizennégy karátos autó került a színház bejáratával szemközti ívelt kőpárkányra. A bronz alapanyagot néhány helyen a címre utaló, időtálló aranyozással látta el a művész.

#### Magyar Színháznevű társulatok
A Hevesi Sándor téren több színház is váltotta egymást Magyar Színház néven. A tér nevét 1964 őszén, a Művészeti Szakszervezetek Szövetsége javaslatára kapta, hogy emléket állítsanak Hevesi Sándor életének utolsó, 1933–1939 közötti időszakában e színházépülethez (mint Magyar Színház) fűződő művészi és a Nemzeti Színházban (aminek oda költöztetéséről akkor már döntés született) végzett rendezői-igazgatói tevékenységének. A Történeti Múzeum javaslatát, hogy a teret Magyar Színház térre nevezzék, a Végrehajtó Bizottság elutasította.

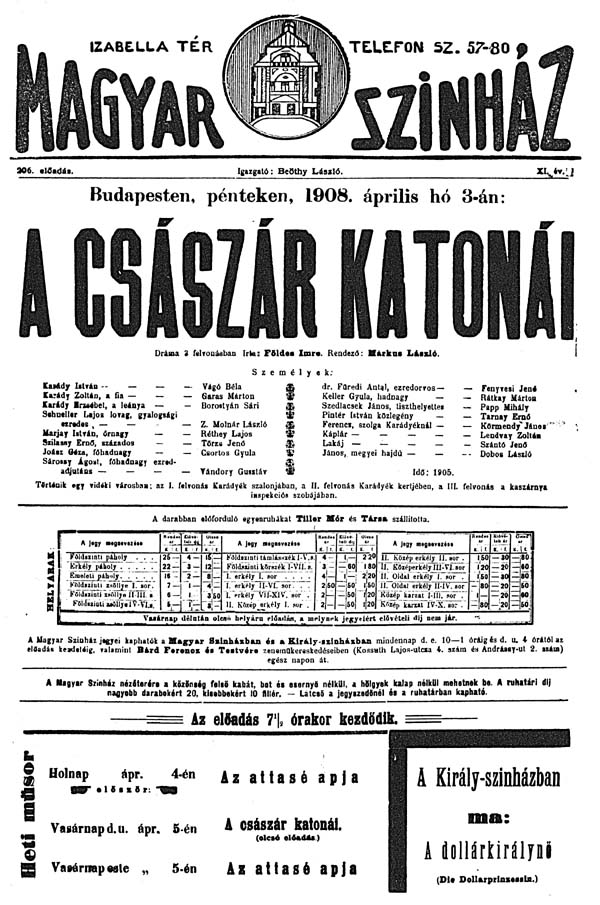
1908-as színlap

- 1897–1948: a Magyar Színház az Izabella téren a külső Erzsébetvárosban. Célja a Nagykörúton kívüli városrészek színházi ellátása volt, amely – már a 20. század jeleként – a nagy hatalmú Rákosi-Beöthy család részvénytársasági vállalkozásaként alakult. A kezdeti időszakban francia, angol darabokat, illetve operetteket, revü felé hajló előadásokat játszottak, később egyre nagyobb hangsúlyt kaptak a külföldi és magyar kortárs drámák és klasszikusok.[91][92] 1941–1944 között Új Magyar Színház néven játszott a színház Bánky Róbert művészeti vezetése alatt, az Orosz Barna-féle tőkecsoport érdekeltségében. A bemutatott darabokat tekintve két pólusos, vegyes és sikeres repertoárt alakítottak ki: az operettműsor biztosította a sikerszériát, mely mellett a kassza számára kevésbé sikeres póluson olyan produkciók kaptak helyet, melyek az irodalmat és színházat egyaránt kedvelő közönség számára igazi színházi csemegének számítottak.[91][93][94] 1945 után ismét Magyar Színház lett a neve. Az 1947/48-as évadtól Gáspár Margit vette át a vezetését, aki operetteket játszatott, de a színház mégsem ment jól. A színházat 1948 nyarán államosították.[95] Az Izabella téri épület 1948−1951 között a Nemzeti Színház kamaraszínházaként működött.[17][96]

A Magyar Színház nevet a színház alapítói, a Rákosi-család, azon belül is Rákosi Szidi és Evva Lajos adták az intézménynek, ami azt az államosítást követően még 1951-ig viselte. A 7. kerületi műintézet épülete 1951–1961 között a Madách Színháznak, majd 1962-től 1964-ig a Petőfi Színháznak is otthont adott.

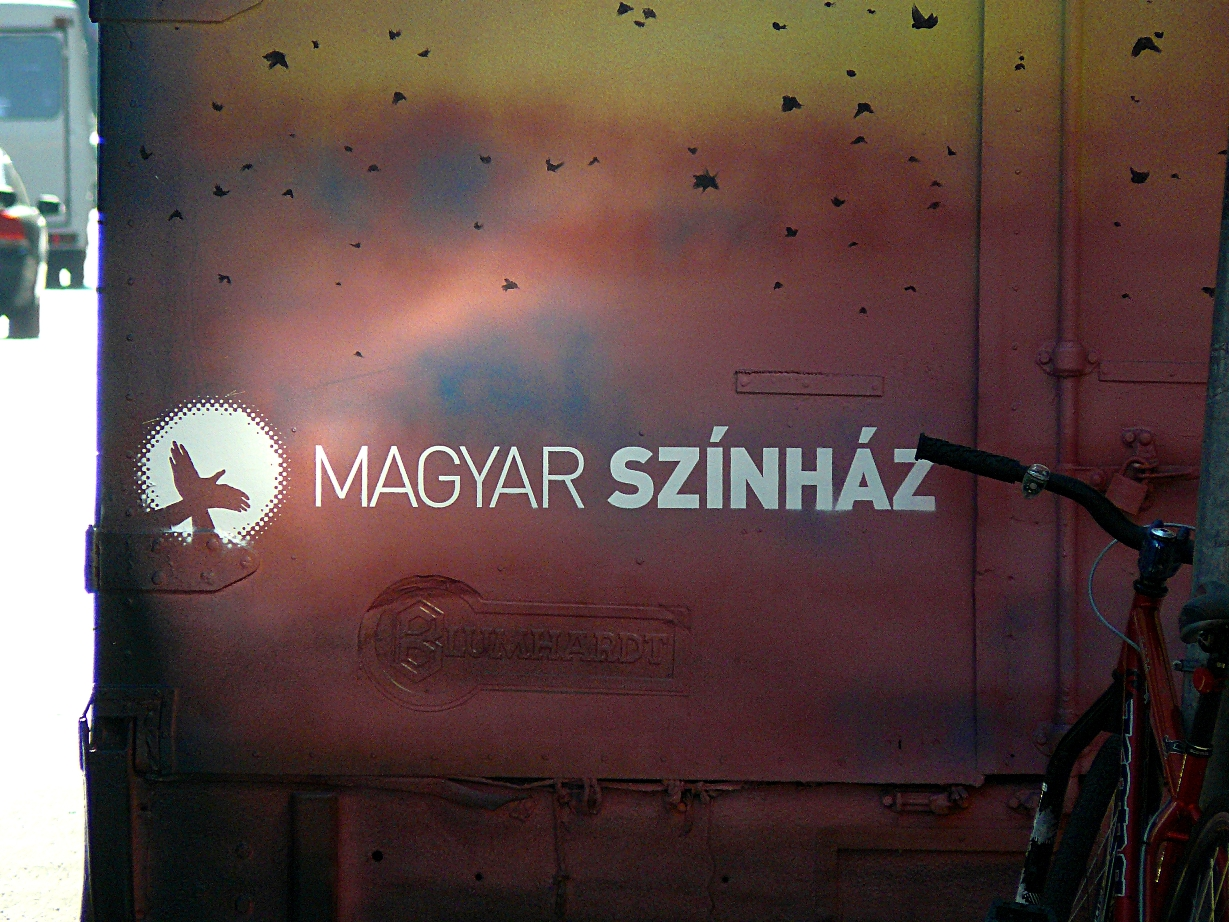
A Pesti Magyar Színház logója 2012-ben a színház egyik "mobil-raktárán". – Budapest, Wesselényi utca

- 2000-től viseli a Pesti Magyar Színház, röviden Magyar Színház nevet a korábban (1840–2000 között) Nemzeti Színház társulata, ami először 1837–1840 között volt pesti Magyar Színház, mivel ebben az időszakban Pest vármegye kezelésében állt, egészen addig, amíg a következő országgyűlési ciklusban meg nem hozták a nemzeti tulajdonná tevő határozatot. Első ideiglenes otthona a Rákóczi út és Múzeum körút sarkán volt, ezt követte a Blaha Lujza tér, később rövid ideig a Nagymező utcában is játszott, majd 1966-ban, két éves felújítási munkálatok után foglalta el a jelenleg is birtokolt Hevesi Sándor téri színházat.[92][98] Repertoárján kezdetben a magyar nyelvű zenés és prózai színházi darabok voltak, azzal a törvényben foglalt „a nemzeti kifejlődésre, a nyelv pallérozásának előmozdítására, és az erkölcsiség e módon is bővebb kimívelésére”[99] célzattal, később az opera műfaj teljesen elkülönült, míg más zenés műfajok pedig csak ideiglenesen szorultak ki a műsorából.

### További játszóhelyek
A színház egyes időszakokban több játszóhellyel is rendelkezett.
Kamaraszínháza volt
- 1924–1925 között az Andrássy út 69-ben,[100] és
- 1925–1932 között a Blaha Lujza Színház épülete (1932-ben, rossz gazdasági viszonyai közepette,[m 3] már csak Alapi Nándor bérletében működött Kamaraszínház név alatt[102])

Kamara Színház néven, majd
- 1937–1944 között az Andrássy úti Színház Nemzeti Kamara Színház néven,[103][104]
- 1945–1951 között a Magyar Színház (a Hevesi Sándor téri épületben),[105]
- 1951–1982 között a Petőfi Sándor utcai egykori Belvárosi Színház, Katona József Színház néven,[106] illetve
- 1870–1919[107] és 1982–2000 között a Várszínház.[108]

### Az intézmény infrastruktúrájához tartozott épületek
Az intézmény Nemzeti Színházi működéséből 2000-ben számos épületet és bérleményt is megörökölt. Infrastruktúrájához tartoztak többek között: díszletépítő, cipész, férfi- és női varroda műhelyek, cipő- és jelmezraktár. Ezek közül többet több pesti színház is használt.
1947-ben a Nemzeti Színház kérésére, miszerint ahol „az ország első színházának művészei, műszaki személyzete és tisztviselői pihenhetnének”, Rajk László akkori belügyminiszter az addigi MAC motorsport-repülő és jachtosztályának siófoki üdülőjét adományozta oda. Ez 2011-ben, magas költségei miatt állami kezelésbe került.
A Visegrád közeli Gobbi Hilda-alkotóház (az un. Patkó villa), a művésznő végrendeletében hagyta az intézményre. Üzemeltetést a Pesti Magyar Színház 2017-ben a Nemzeti Színháznak ajánlotta fel, majd 2018-ban a Nemzeti Vagyonkezelő Zrt. kezelésébe került.

## Története 2000-ig

### Előzmények
Európa-szerte a nemzeti nyelvű reneszánsz dráma megjelenésével a 16. századtól sorban indultak kezdeményezések nemzeti színházak megnyitására.
Mária Terézia rendeletei értelmében a játékszínek – színházépületek – felépítése az egyes városok érdeke és feladat volt, ahogy az előadások engedélyezésének joga is. A vándortársulatok által fizetett bérleti díjakból befolyt összegek a városok különféle szociális intézményeinek támogatására szolgált. Ezen városi vagy uralkodói tőkéből épített színházak nyelve a német volt, amik mellett a magyar, kezdetben nemesi színtársulatok a nemzeti öntudatra ébredés kísérőjelenségeként jöttek létre, mint a nemzeti nyelv és eszme apostolai.
A 18. század végétől egyre több tanulmányban, hírlapi cikkben, röpiratban foglalkoztak a magyar játékszín, vagyis az állandó épülettel rendelkező és társulattal játszó magyar nyelvű színházházak kérdéskörével, azon belül is kiemelt jelentőséget szánva egy, első magyar játékszín létesítésének Pest-Budán (ami csak 1848-ban lett Magyarország fővárosa). Az akkor még a Habsburg Birodalom részeként létező magyarországi színészet kétnyelvűségének következtében külön utakat járt a német, illetve a magyar színjátszás és színházépítkezés. A magyar színészet és színház ügye a kezdetektől összefonódott a Magyar Tudós Társaság, a nyelvművelés és a nemzet ügyével és így pártfogója az európai színháztörténetben szinte egyedülálló módon maga az országgyűlés volt. Már megalapításának nehézségei is az ebből adódó szervezeti, ideológiai és anyagi konzekvenciákból adódtak.
A magyar játékszín ügye az országgyűlésben először 1807-ben került szóba, a magyar nyelv előmozdítását célzó bizottság munkájában. Már az 1810-es évek közepétől tervezték Pesten magyar színház felépítését. Kultsár István, a Hazai és Külföldi Tudósítások szerkesztője, a magyar színházügy lelkes támogatója vásárolt is egy telket a Szép utcánál. 1825-ben azonban az országgyűlésben még mindig csak felirat formájában tiltakoztak a vándorló magyar színészet helyzete ellen. 1831 augusztusában Pest vármegye közgyűlésén hozták létre azt a nemzeti nyelv és színház ügyében megalakított választmányt, amelynek a felkérésére Széchenyi megírta röpiratát. Ekkorra már három magyar színház is felépült – Kolozsvárott (1821, Farkas utcai színház), Miskolcon (1823) és Balatonfüreden (1831) –, az országgyűlés ezek tapasztalatait szerette volna a pesti játékszín építésénél felhasználni.
Az 1830-as évek elejére a rohamosan fejlődő, polgárosodó Pesten, ami ekkorra már a magyar kulturális és közélet központja volt, a színház felépítésének és az állandó színtársulat kibontakozása az önkéntes adományok, gyűjtések sikertelensége és a (francia, német udvari színházakból kinőtt nemzeti színházak) legfőbb biztosítékul szolgáló uralkodói támogatás lehetetlensége (az ilyen színházak határozott nemzeti és önálló nyelvművelő feladata és törekvései) miatt labilissá vált, a városi tőkéből épített és tisztán tőkés vállalkozásként funkcionáló színházak pedig magas bérleti díjaik miatt elérhetetlenné. Két további lehetőség körvonalazódott. Az egyik a részvénytársasági alapon történő építkezés, mint a jogilag és szervezetileg legegyértelműbb vállalkozás. Ennek az eszméjét vetette fel és körvonalazta Széchenyi 1832-ben megjelent művében. A másik az országosan, a törvényhatóságokra kivetendő subsidium lehetősége volt. 1834–1835-től ez kezdett Széchenyi módosított Duna-parti színháztervévé és reális lehetőséggé válni.

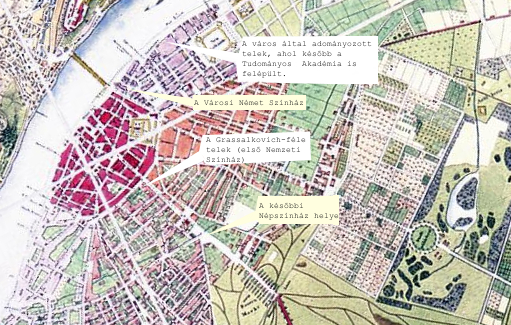
A Duna-parti helyszín, a Múzeum és a József körúti épületek és a Német Színház elhelyezkedése egy 1832-es térképen

1835-re Pesten három magyar színház terve bontakozott ki. A Széchenyi által képviselt magyar Nemzeti Színházé (francia minták alapján, magyar építésszel, így előbb Pollack Mihály, majd) Hild József tervei alapján, a későbbi Magyar Tudományos Akadémia székházánál, ami terv 1836. április 4-én az országgyűlésen egy szavazat híján elbukott; Pest vármegye ideiglenes színházáé, ami 1936-ban már épült a Hatvani-kapun kívül a Kerepesi úton, a Grassalkovich Antal herceg által adományozott telken és Pest városának Magyar Színházáé, szintén a Duna-parti telken, amit saját költségén is hajlandó lett volna felépíttetni és a már fennálló német színházhoz hasonlóan városi színház lett volna, melynek igazgatása és jövedelmei a várost illették volna meg.
Az 1832/36. évi országgyűlés, amely a Nemzeti Színház megalapítását és felépítését lett volna hivatott elhatározni és törvénybe iktatni, az ezzel való érdemi foglalkozást a következő diétára halasztotta. Közben Pest vármegye nemessége az országgyűléstől függetlenül megkezdte a színház építését, amit 1837. augusztus 22-én nyitottak meg. A merész vállalkozás felemésztette az országos közadakozásból összegyűlt pénzalapot, és nagymérvű eladósodással is járt. A színház üzembe helyezéséhez újabb anyagi forrásról előbb bérbeadással kísérleteztek, ám ez nem sikerült. A probléma megoldására ekkor a Magyarországon ekkoriban már meghonosodott polgári jellegű tőkegyűjtő akció mutatkozott. A megye legtekintélyesebb személyiségei magánemberekként, minden haszonról lemondó, altruista részvénytársaságot alapítottak. Pest megye Színészeti Választmánya 1837. május 8-i ülésén tett felhívást megalakítására, ami június 8-án meg is történt. Az igazgató-választmány tagjait még aznap titkos szavazással választották meg, akik a vármegye birtokosainak illetőleg tisztségviselőinek sorából kerültek ki. A választmány elnöke a színházépítés irányítója Földváry Gábor alispán lett, tagjai pedig gr. Ráday Gedeon, Fáy András, Simontsits János és Ilkey Sándor voltak. A titoknok tisztét Nyáry Pál, a pénztárosét Gál János allevéltárnok kapta. Az alapelv szerint a Társaság feladata a Színház működésének három és fél évre, azaz 1841 húsvétjáig való biztosítása volt, ami anyagi bázisát 500 darab 100 váltóforint értékű részvény eladásával kívánták megteremteni. 1840-re azonban már megoldhatatlan nehézségekkel küszködött, így sürgetővé vált az ügyvitel mihamarabbi átadása a kormánynak, e törekvések azonban csak részleges és lassú eredménnyel jártak. A színház nemzeti átvételét 1840. május 13-án kimondó törvénycikk megszületése után decemberéig minden változatlan maradt és utána is még a társaság tagjait kérték fel a színházvezetés ellátására. A teljes elszámolás tizenhárom évig, 1853. április 9-éig tartott. A részvényesek a kézhez kapott pénzt, mely az illető árjegyzékek és kötelezvények melletti tartozások kifizetésén túl fennmaradt, illetve annak kamatait (pontosan 1413 forint és 1 krajcár) a volt részvényes tagok (hét személy kivételével, akik felvették osztalékukat) a gyűlés határozatánál fogva 1854 tavaszán átadták a színészi nyugdíj-intézet gyarapítására.

### A Pesti Magyar és Nemzeti Színház

#### A Rákóczi úton

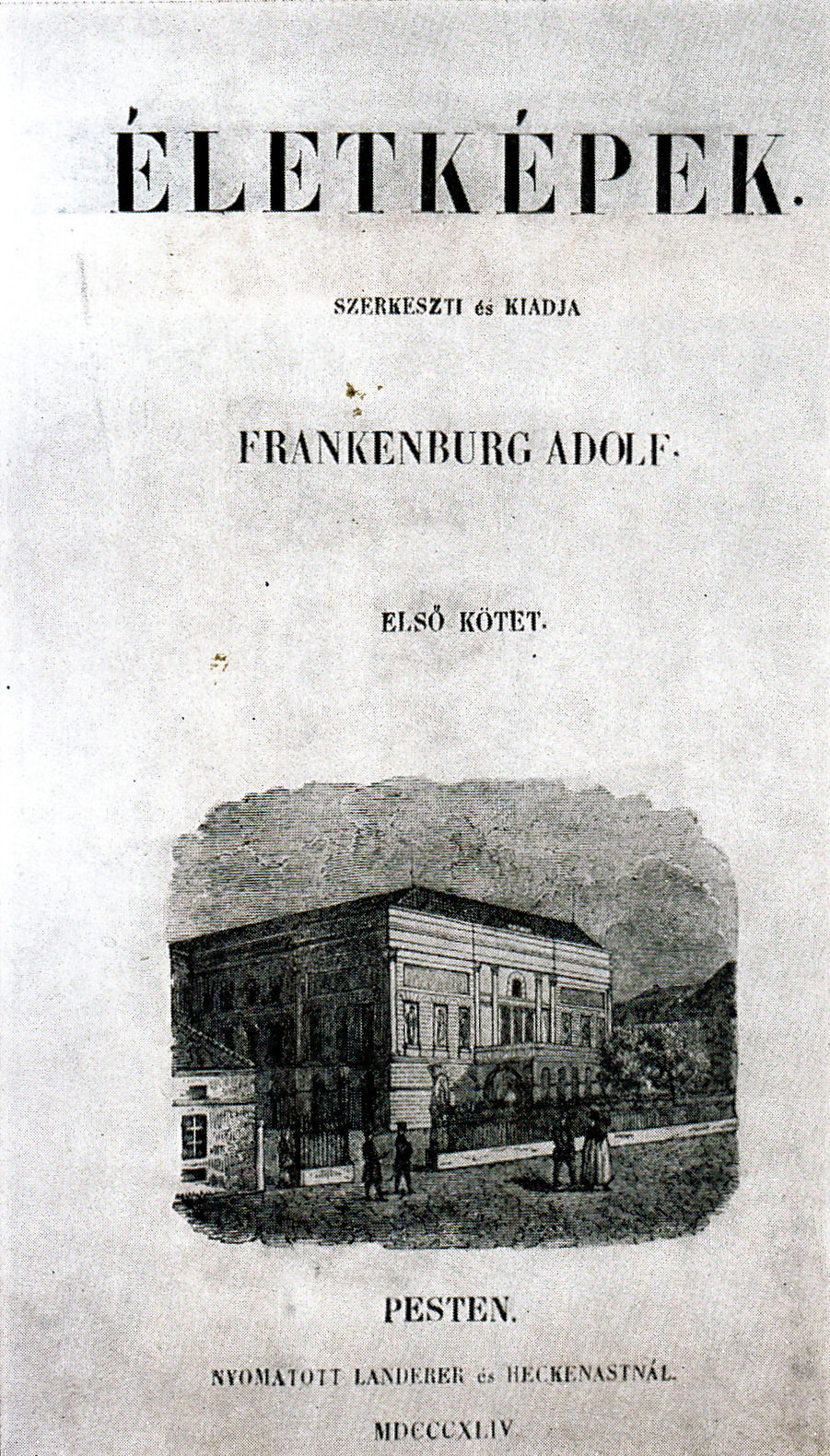
Az Életképek első számának (1844. január) címlapján a Nemzeti Színház épülete

Már az 1800-as évek elején felmerült az igény egy magyar játéknyelvű színházi intézmény létrehozására. A színház alapítását sokat sürgették, többek közt Kazinczy Ferenc, Kölcsey Ferenc és Katona József is. Széchenyi István részvénytársasági alapon egy nagyszabású színházépületet képzelt el a pesti Duna-parton. 1831-től Földváry Gábor, Pest vármegye alispánja vette kezébe az ügyet, aki Grassalkovich Antaltól kért és kapott építési telket az akkori Kerepesi út és Országút, azaz a mai Rákóczi út és Múzeum körút sarkánál, a mai – 1991-ben épült – East-West Business Center irodaházának helyén. Ezt az épületet, tekintettel a Duna-parti tervekre és a terület akkori külvárosi jellegére, már az építésekor ideiglenes színháznak szánták, ám az adományozólevélben kikötötték, hogy amikor a „nagyobb színház felállíttatik, kevés változtatással akár konzervatóriumnak, akár pedig más színészeti használatnak szolgálhasson és azon nagyobb színháznak kiegészítő része légyen”, különben az adomány visszaszáll a családra. Még 1843-ban – amikorra a Pesti Magyar Színház már mint Nemzeti Színház játszott – is ez volt a terv, ezért kérvényezték, hogy a Pesti Városi Német Színházat bérbe vehessék ideálisabb méretei és elhelyezkedése miatt, ám erre nem kaptak engedélyt. A bonyodalmak akkor kezdődtek, amikor 1859-ben vita támadt a telek helyét és hasznosítását illetően. A Pest városi tanács nem ismerte el ez ügyben a Nemzeti Színház igazgatóságának illetékességét, mert az 1839/40. évi XLIV. törvénycikk 3. §-a szerint a felügyeleti jog a helytartótanácsot illette meg. Az pedig, az 1864. június 2-án kelt jelentésében előadta, hogy a Nemzeti Színház céljaira adományozott telek érintetlenül áll, mert ez a telek a Zrínyi és Béla utcák közötti Duna-parton van, míg a Duna-gőzhajózási társaságnak 1856. december 19-én a Béla és Arany János utcák közötti területet adta el, a Tudományos Akadémiának pedig az Arany János és Széchenyi utcák közötti részt engedte át, amely 1835-ben, a színházi telek kijelölésekor még a Duna medréhez tartoztak s csupán a későbbi rakpartépítéssel váltak használhatókká. Továbbá a Pest városi tanács 1860. augusztus 8-án kénytelen volt azt jelenteni, hogy a Lánchíd előtti térre vonatkozó szabályozási terv következtében a telek nem használható fel többé színházépítésre. Az ezt követő tárgyalások azt az eredményt hozták, hogy Pest városa dunaparti telkeiből az eredetileg megállapodott 600 helyett végül 896 négyszögölnyit engedett át és 1869. április 2-án a Nemzeti Színház kívánságára árverés útján értékesített 403 293 forintért a Thonet testvéreknek. A befolyt pénzből a színház igazgatósága kölcsönt vett föl és megvásárolta a színház mellett fekvő Westermayer-féle saroktelket. A Nemzeti Színház új elhelyezésére az első tervet Szumrák Pál pestvárosi főmérnök készítette. Ebben a Nemzeti Színházat és Operaházat még együtt képzelték el s az új színház helyéül a Dohány utca, Rákóczi út és Károly király út között fekvő házak és szálloda lerombolása által nyerendő területet jelölte meg – Párizs város példájára hivatkozva, ahol az új operaház számára szintén számos házat kellett kisajátítani és lerombolni –, ami legfeljebb másfél millió forint költséget jelentett volna. A pestvárosi tanács pártolta a tervet s 1868. szeptember 22-én felterjesztette a miniszterelnökhöz. Ez azonban mégsem valósult meg, mert időközben az a felfogás jutott érvényre, hogy a drámai és operai művészetet külön kell választani és az utóbbi számára külön színházat kell építeni. 1873. július 16-án a Pest-városi közgyűlés beleegyezésével az eladott Duna-parti telekért kapott vételárét megvették azt a Hermina téri telket, melyet Pest városa 1872. január 24-én még az oda építendő Népszínház javára ajándékozott és az így, a kapott pénzből az új Nagykörúton kapott újabb ingyen telken épült föl. Így végül a város 1834. évi telekadománya által nem a drámai színjátszás, hanem az opera jutott állandó hajlékhoz.

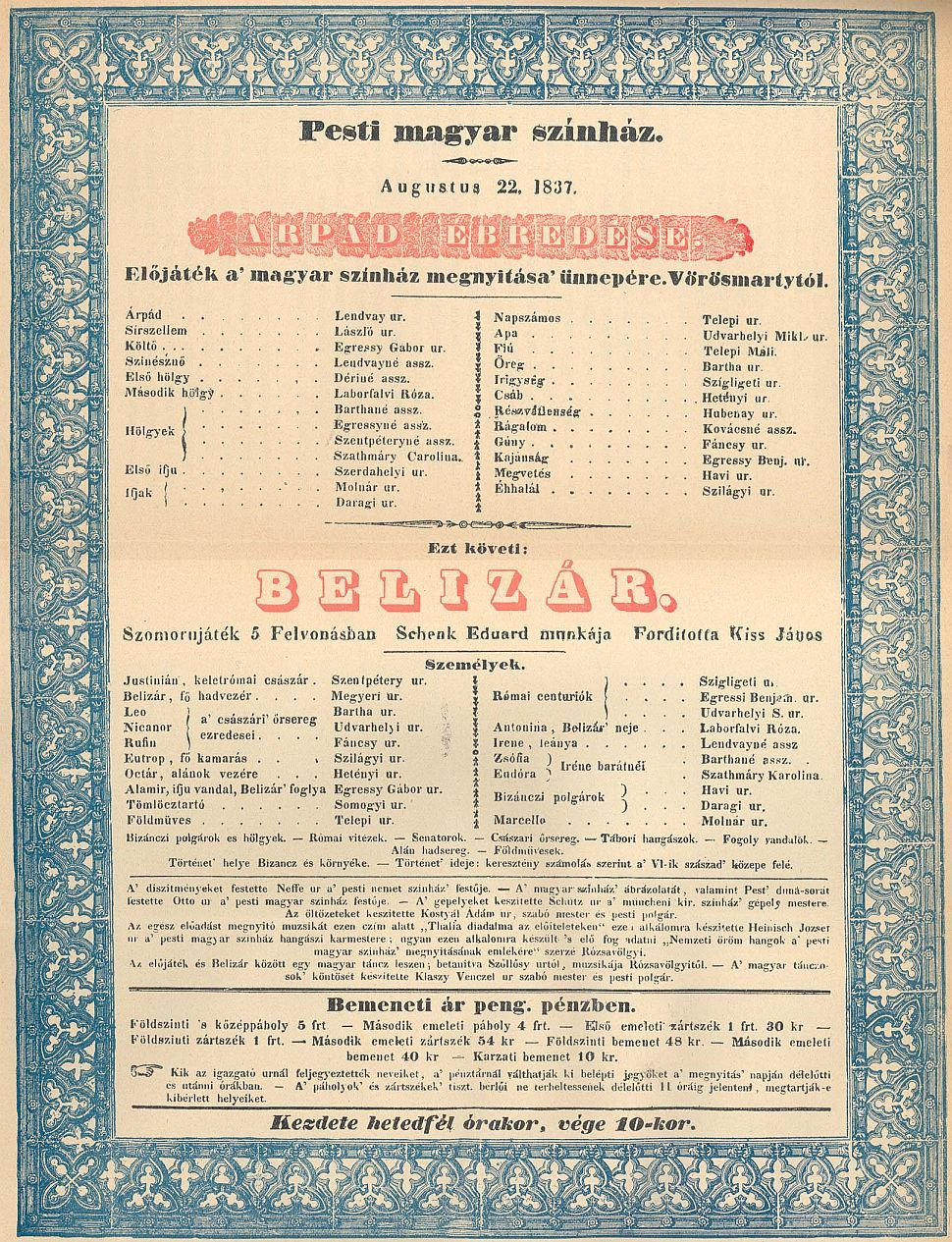
A nyitó előadás plakátja

A Pesti Magyar Színház alapkövét 1835-ben rakták le, s 1837. augusztus 22-én nyitotta meg kapuit a teátrum. A nyitóelőadáson Vörösmarty Mihály Árpád ébredése előjátékát és Eduard von Schenk Belizár című drámáját mutatták be.
Mivel a leendő színház működtetésének előkészítéseként 1837 áprilisában meghirdetett pályázat a színház bérletére viszonylag későn történt, ezért – noha határidejét június 14-ig kitolták, – eredménytelenül zárult. Így a vármegye színházi bizottsága részvénytársaság alapítását határozta el, mellyel három évre átadta a részvénytársaságnak az új színház igazgatását. A megoldás tehát átmeneti. A részvénytársasági forma a pártolás koncentrálását célozta: eleve csak morális osztalékot ígértek, s csupán a tőke visszafizetését szavatolták (az esetleges nyereséget is a színház javára fordították volna). Igazgatót csak a július 26–27-én, a részvénytársaság igazgatóválasztmányának ülésen választottak, Bajza József személyében, aki mellé Mátray–Róthkrepf Gábort rendelték zenei vezetőnek. Az igazgatót erősen alárendelték a választmánynak: a színészekre nem, csak a technikai személyzetre terjedt ki személyzeti jogköre, s a havi repertoár és elszámolás ügyében is a választmánynak tartozott felelősséggel, annak valamennyi határozatának végrehajtójaként. E felemás megoldással egy folyamatos konfliktusforrás jött létre a gazdasági-adminisztratív megyei vezetés és a művészeti igazgatás között, elsősorban a műsorpolitika és a színészszerződtetések területén. Minthogy a főbb szerződtetések ügyében már a július 4-i igazgatóválasztmányi ülés intézkedett, Bajza kész társulatot kapott – igaz, a budai Várszínházban már nagyjában-egészében kiformálódott az az együttes, amelynek névsorát legfeljebb egy-két névvel lehetett volna a vándortársulatokból megerősíteni. Az új színházépület, méreteit és befogadóképességét tekintve – Novák Dániel építésznek, 1837 nyarán közölt sorozata alapján, – a főbb európai színházakéval nemzetközi összehasonlításban közepesnek volt tekinthető ugyan, de minden téren jóval felülmúlta az addig, magyar színtársulatok számára emelt épületeket. Mivelhogy a bérletrendszer bonyolultabb, nehézkesebb és 70–100%-kal drágább lett, illetve teljesen hiányzott a havi bérletezés jól bevált gyakorlata, s ráadásul megvonták az alacsonyabb rangú kormányszéki tisztviselők 50%-os kedvezményét, a színház elvesztette a budai Várszínházban kialakult törzsközönségét, akik pedig erejükhöz mérten az építkezést is támogatták. Más körülmények is sújtották ezt a közönségréteget. Zömük ugyanis Budán lakott, hivatalához közel; a Pest (akkori) külvárosában lévő új színház éppoly távoli, s télen a hajóhíd szétszedése után ugyanolyan nehezen megközelíthető volt számukra, mint korábban a Várszínház a pesti közönségnek. Sőt, a főrangúak megtartották páholyaikat a Német Színházban is, és amíg igen kevés kivétellel ők maguk többnyire odajártak (főleg operaelőadásokra), a Pesti Magyar Színházba gyakran személyzetüket küldték. Így tehát megismétlődött az a Kolozsvárott már másfél évtizeddel korábban tapasztalt és csődöt is mondott gyakorlat, amely a színházépítés, a működtetés és a törzsközönség funkcióját és terheit ugyanarra a szűk társadalmi rétegre kívánta hárítani. A színházpolitikai elképzelések az intézményen belül, a választmány és az igazgató ellentétei az opera körüli vitákban, az ún. operaháborúban éleződtek ki. Mátray-Róthkrepf Gábor zenei vezető a választmánynak tett javaslatában érett, begyakorlott, magyar származású vagy anyanyelvű, külföldön szereplő énekesek megnyerését tartotta kézenfekvő megoldásnak. 1838-ban, Rosty Albert és Erkel Ferenc megbízási, illetve szerződési feltételei – az amúgy is korlátozott igazgatói feladatkör további szűkítésével – Bajza lemondásához vezetett. Ez után 1840-ig, a választmány tagjai látták el a konkrét igazgatási feladatokat is, rendszerint néhány hónapig, utána beleunva-belefáradva, vagy hivatali, gazdálkodási teendőik után látva. Bajzát Szentkirályi Móric, Ilkey Sándor, gr. Ráday Gedeon, Nyáry Pál, majd ismét Ilkey követte az igazgatói székben.

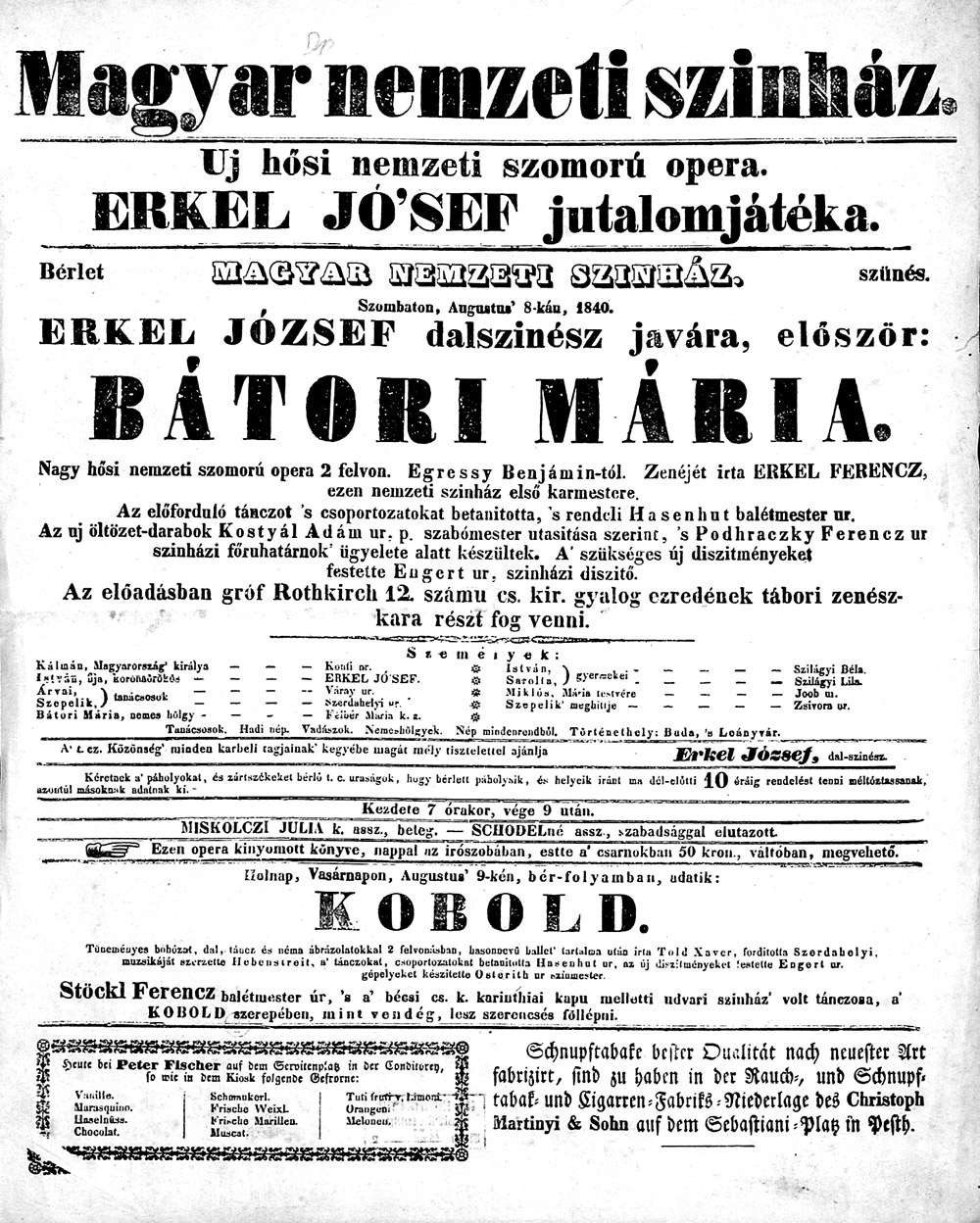
A Bátori Mária ősbemutatójának plakátja 1840-ből

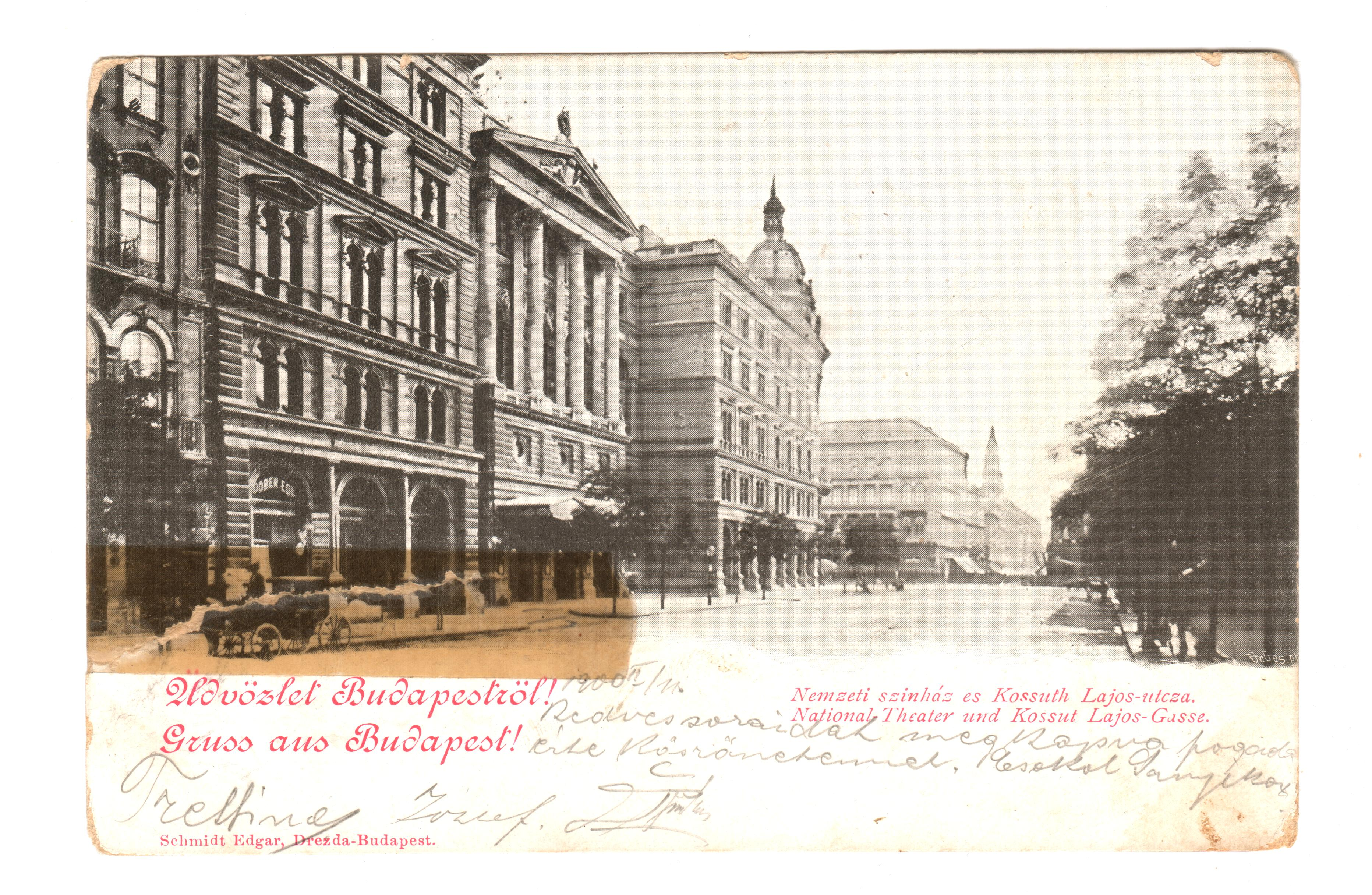
Átépítése után a Nemzeti Színház első épülete és hozzáépült bérháza, képeslap (1900)

A színház 1840-ben a vármegyétől az állam tulajdonába került, és akkor kapta a Nemzeti Színház nevet. E megnevezés első ízben 1840. augusztus 8-án jelent meg a színlapon, Erkel Ferenc első operájának, a Bátori Máriának ősbemutatóján. Ezt megelőzően, 1840. május 12-én született meg a pozsonyi országgyűlés munkájának eredményeképpen az 1840: XLIV. tc., amely szerint: „A Pesten most fennálló, a törvényhatóságok által gyűjtött szabad ajánlatokból felépült magyar színház, ... mint nemzeti tulajdon országos pártolás alá vétetik...”. A játékszínt nemzetivé emelő határozat végrehajtása, azaz a színház tényleges átadása országos kezelésbe egészen 1843-ig elhúzódott. Az elkövetkezendő években kialakult a Nemzeti Színház törzsközönsége, rögzültek a színházlátogatási szokások és a közönség jelenlétét egyre inkább műveltségi, művészi tényezők befolyásolták. A szabadságharc és az abszolutizmus viszontagságos éveiből kevés adat maradt az utókorra, az azonban biztosan elmondható, hogy 1848 november–decemberében a színház történetének egyik legfényesebb korszaka volt. Azért válhatott népszínházzá, mert a kedvezőre fordult külső események színvonalára tudta emelni a belső tényezőket is, így az új, már a forradalom után született eredeti darabok sikere előadásról előadásra emelkedett, de nem tartott sokáig. Fellendülés csak az 1870-es évektől következett be, mely korszakot Podmaniczky Frigyes – a színház akkori intendánsa – „aranykor”-nak nevezett el: a drámai szakon előbb Szigligeti Ede – 1873-tól 1878-as haláláig – és Paulay Ede másfél évtizedes – 1878-tól 1894-ig – igazgatóságának éveit, az operai ágazatban az Erkel család, Ferenc, majd Sándor irányítása alatt eltelt időszakot. Ekkor a társulat nem csak Pesten, hanem Budán is játszott a Várszínházban. Bár a technikai és műszaki adottságok és így a műsor is a két színházban megegyezett, de az állandó díszletszállítás legalább olyan nehézségeket okozott, mint a társulat rendszeres átjárása a Duna másik oldalára. Mégis, egy sokáig „megbonthatatlan” szerződés miatt a Nemzeti Színház még évtizedeken át szolgáltatott műsort a budaiaknak.
1875-ben megépült a Népszínház, melynek egy megkötött szerződés értelmében átadtak játszásra minden (abban a korban igen népszerű) népszínművet. Podmaniczky ez után nem sokkal így fogalmazott: „...nemzeti drámai színházunk van, mely nem szorul sem cigányzenére, sem korcsmai dalokra, sem zsiványhistóriákra, hogy létjogát bebizonyítsa s fennmaradhatását biztosítsa.” Hogy kielégítsék az igényeket, amíg a két tagozat (dráma, opera) egy egységként működött, a Várszínház-beli szerepléseket is beleértve, a Nemzeti Színház általában 180–185 előadást teljesített évadonként. Ez az előadásszám általában kilencven különböző darabból állt össze. 1884. június 30-án búcsúzott el egymástól a két tagozat, ugyanis ekkor volt itt az utolsó operaelőadás, ettől kezdve az operák az 1884. szeptember 27-én megnyílt Operaházban kerültek színre. Ezek következtében megváltozott a műsorrend: az addigi évi száznyolcvan prózai előadás helyett attól kezdve évi kétszázhatvan előadást kellett adniuk, mely terhen Paulay műsoralkotó és együttesépítő munkája segítette át a társulatot. 1894-ben bekövetkezett haláláig a Nemzeti Színház egész Európában elismert magas művészi színvonalat ért el. Ám nemcsak az ő elvesztése sújtotta a színházat. 1896-ra megépült a Vígszínház, amelyik épp a legsikeresebben működő színjátéktípusokat, a vígjáték és a bohózat műfajú előadások nézőit „vitte el”, így valamiképpen pótolni kellett az elmaradt közönséget. Azután gyors egymásutánban a Magyar Színház (1897), majd a Király Színház (1903) is megnyitott. 1901–1903 között Beöthy László igazgatása alatt a francia, a következő hat évben, Somló Sándor igazgatósága idején a magyar drámákkal is próbálkoztak.

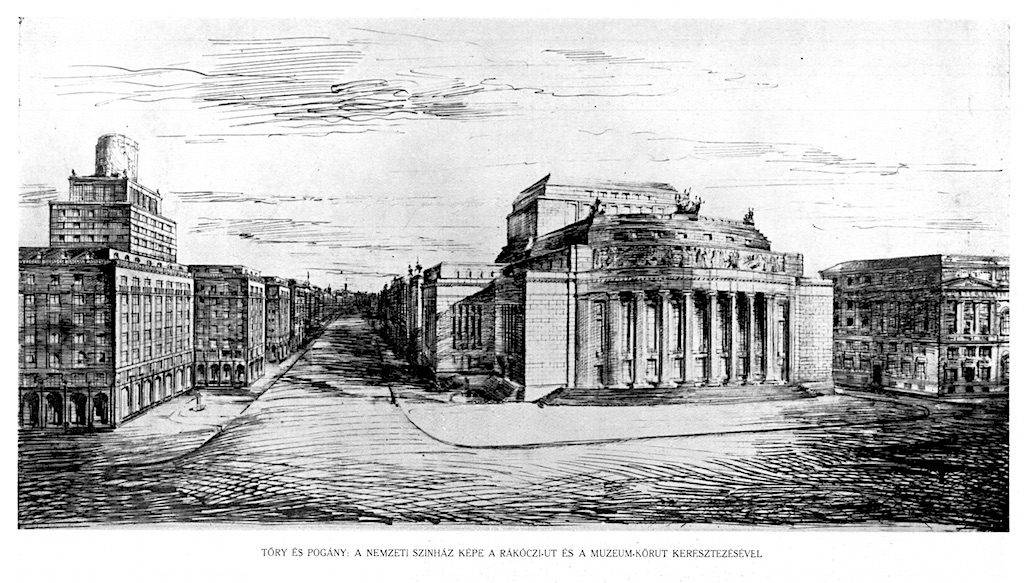
Tőry Emil és Pogány Móric meg nem valósult nyertes pályaműve a Múzeum körút és Rákóczi út sarkán

Eközben azonban a Nemzeti Színház épületének szerkezetei és műszaki megoldásai felett is eljárt lassan az idő. Bár Szkalnitzky Antal tervei alapján 1875-ben a homlokzatát teljesen átépítették, új díszletraktár került a Múzeum körútra néző oldalra és egy bérházat is csatoltak hozzá, egyre többen sürgették egy új épület megépítésének fontosságát. Hetvenegy év működés után, 1908-ban zárták be a Nemzeti Színház első, de eleve ideiglenesnek szánt épületét, amelyet 1913–1914-ben végleg lebontottak, hogy egy új, modernebb és nagyobb épületkomplexum (színház, bérház, raktárak és műhelyek) épüljön a helyére.

#### A Blaha Lujza téren

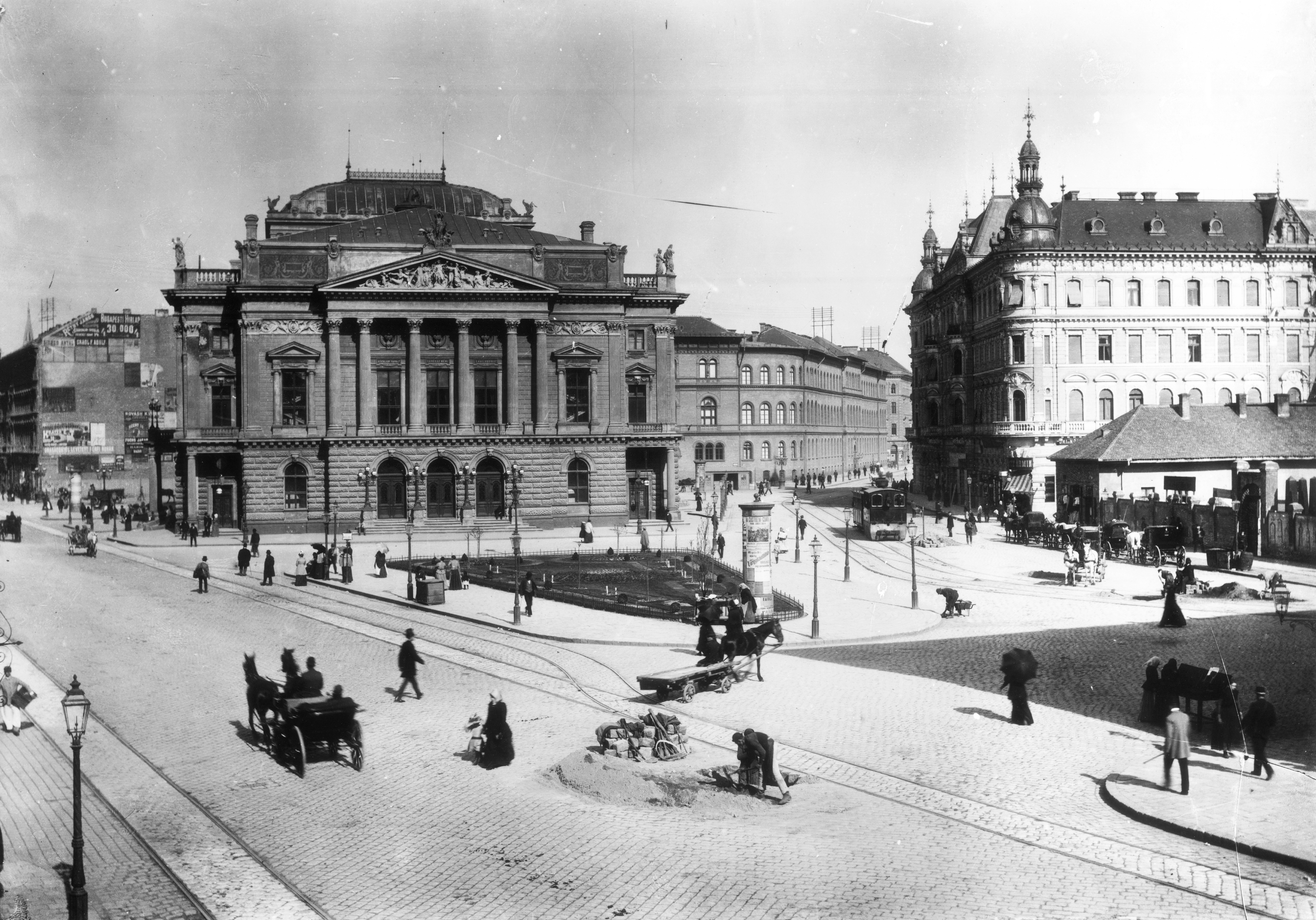
A 20. század elején az 1965. április 23-án felrobbantott Nemzeti Színház (Blaha Lujza tér)

Az ország első színháza az 1875-ben épített, nagyobb és díszesebb, fővárosi fenntartású Népszínházba költözött át, bérlőként. Az 1911–1913 között tartott sikeres tervpályázat után, hogy önálló, saját épületbe költözzön a korábbi Grassalkovich-féle telek területén, előbb az első világháború, majd a gazdasági világválság miatt meghiúsult. Ezt követően egy újabb, az úgynevezett Horthy Miklós-Fórum vagy csak Fórum terv a második világháborúig elhúzódott, utána pedig már ez sem valósult meg. A Népszínház épületét 1944-ben súlyos találat érte. A felújítási munkálatok több évig eltartottak, végül 1948–1950 között az állam és a Nemzeti Színház tulajdonába került.
A Népszínházi Bizottmány és a Nemzeti Színház között kötött szerződésben biztosították a főváros anyagi érdekeit és azt is, hogy a Nemzeti a népies színművek játszását rendszeres gyakorlattá teszi műsorában.

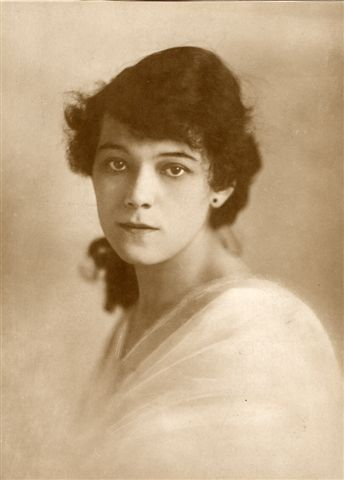
Bajor Gizi Molnár Ferenc Úri divat című színdarabjának főszerepében; Ambrus igazgatásának kezdetén

1908 és 1917 között Tóth Imre volt a Nemzeti Színház igazgatója – akit 1876-ban Szigligeti Ede szerződtette a és 1893-ban Paulay Ede nevezte ki rendezővé, és aki ezt a munkakörét a Paulay halálát követő zavarosabb évek során mindvégig megtartotta. Rögtön igazgatása elején egy olyan társulatot, amely épp a régi Nemzeti Színház intim nézőteréhez és finom hatások közvetítésére kiválóan alkalmas színpadjához volt szokva, kellett csupán a nyári időszak néhány hete alatt beállítania egy eredetileg zenés műveknek szánt színpadra, egy sokkal nagyobb nézőtér elé, ráadásul úgy, hogy a modern dráma és a modern színjátszás éppen abban az időben a „legintimebb hatásokat” kereste. Ezért új stílust kellett teremtenie új beszédtechnikát, gesztusokat és legfőképpen egy új műsort – Hevesi Sándorral megerősítve a társulatot. Ezután szervezőkészségével sikerült még két egymást követő nehéz időszakon is keresztül vinnie a társulatot: az első világháború alatti megritkított műsorú apatikus hangulatú, de költekező közönségű korszakán, és az azt követő őszirózsás forradalom zavargásain – Rédey Tivadar is az egyik legkiválóbb igazgatóként említette. Sorozatosan mutatott be olyan műveket, amelyek megnyerték a közönség tetszését, és a későbbi irodalmi igényeknek is megfeleltek. Nagyjából két műsorréteg képviseltette magát: a népdráma, népszínmű jellegű és a történelmi darabok. Rendelkezésére készítettek fényképeket a régi Nemzeti bontásáról. Igazgatása alatt azonban nem járt sikerrel elhelyezési és személyi nehézségek miatt, hiába tett több kísérletet a színház addigi iratgyűjteményének „visszaszerzésére” a lebontott és újjáépítendő épületből. Eközben 1912–1917 között Bánffy Miklós pedig az állami színházak – a Magyar Királyi Operaház és a Nemzeti Színház – élére került intendánsi jogkörrel. Ambrus Zoltán igazgatói pályája jól kezdődött. Bajor Gizi fölfedezése mellett – azaz hogy az elődje által szerződtetett, akkor még pályakezdő művésznőre főszerepeket osztott – vonzó kortárs szerzők, mint: Lengyel Menyhért, Bánffy Miklós, Szomory Dezső, Herczeg Ferenc és Hevesi Sándor színjátékát a színház legjobb erőinek tolmácsolásában tűzte műsorra és – kihasználva az első világháború színházi konjunktúráját – en suite-szerűen illesztett a repertoárba. Azonban hamarosan a politikai helyzet kereszttüzébe került. 1919 után, a Magyar Tanácsköztársaság időszakában erősen korlátozták működését, majd mandátuma lejártával – nem kielégítő teljesítményére hivatkozva – le is váltották.
1922–1932 között Hevesi Sándor vette kézbe a Nemzeti Színház irányítását. Még 1902-ben Beöthy László szerződtette először, rendezőként, ám ekkor még nem nézték jó szemmel színházi reformelveit, amivel később mégis áttörést és nagy sikereket ért el. Amikor átvette a színház igazgatását, anyagi tekintetben minden rendben ment, így a hivatal nem nagyon avatkozott a színház életébe és már egy erős koncepcióval is rendelkezett. Számára „a színház a tisztán kiejtett beszéd temploma”. Beavatásakor beszédében elmondta, hogy szerinte a Nemzeti Színház elsősorban irodalmi intézmény, amelynek célja felszínen tartani a magyar klasszikusokat úgy, hogy ha az mozgató eleme a nemzeti életnek. Már ekkor fontosnak tartott egy kísérheti színpadot, amihez az Urániát tartotta megfelelőnek. Kijelentette továbbá, hogy a lerombolt Nemzeti Színház helyébe újat kell fölépíteni. Sikerét problémamegoldó képességének, merész színpadi újításainak, színi kultúrát terjesztő küldetéstudatának köszönhette, de a diplomáciai érzéknek hiányát szenvedte és – politikától sem mentes – dramaturgiai átiratai is nagy vitákat keltettek, így mind több ellensége is akadt. 
Mint igazgató sok új magyar drámaírót hozott a Nemzeti Színházhoz, például Csathó Kálmánt, Móricz Zsigmondot, Zilahy Lajost, és a régieket is újabb drámák megírására sarkallta, így Herczeg Ferenc sok régebbi művét felújította, és újak megírására is ösztönözte. Személyes felfedezettje volt a később szcenáriumíróként is világhírt szerzett Lengyel Menyhért. Mindeközben Ibsent, Molière és Shakespeare-t is új magasságokba emelte (nekik szentelt ciklusokat szervezett) az ország első színházának színpadán. Az 1920-as években újra napirendre került minisztériumi szinten a Nemzeti Színház saját épületének építési ügye, ám ekkor már nem a korábbi, Múzeum körúti telken – amit, mivel a környezete már beépült eddigre, kamaraszínházként hasznosítottak volna – az új helyszín viszont csak az 1930-as évekre körvonalazódott. Hevesi Sándor e közben 1924-ben elérte, hogy az Andrássy út 69. szám alatt negyedik állami színházként nyíljon meg a Nemzeti Színház kamaraszínháza az intimebb előadásokhoz – ennek anyagi vonzatai miatt azonban a Városi Színház bérletét még az év novemberében felmondta a minisztérium. A harmincas évek elejére tetőző nagy gazdasági válság okozta színházi dekonjunktúra viszont jelentős előadásszám-csökkenéshez vezetett, ráadásul támogatója, Klebelsberg Kuno miniszter halálával véget ért korszak után az igazgató távozását Hóman Bálint pecsételte meg, és – bár a nemzetközi szakma kiállt mellette, – korlátozása elől a Magyar Színházhoz szerződött.
Ezután mindössze egyetlen évadban (1932–1933) Márkus László, majd kormánybiztosi minőségben Voinovich Géza két évadon át (1933–1935) követte őt a színház vezetői székben. Utóbbi, az 1934-35. évad második felében megállapodást kötött, hogy a Népszava egy-egy előadását szervezzen a Nemzeti Színházban a munkásság részére vasárnap délelőttönként matiné jelleggel, fix ezer forintos összeggel. Ez a Magyarországi Szociáldemokrata Párt kultúrpropaganda osztályának – amely a Népszava könyvkereskedésben (VII. Erzsébet körút 35. szám alatt) működött – igazgatójával, Haáz Kálmánnal kötött egyezség öt ilyen úgynevezett „munkáselőadást” eredményezett.

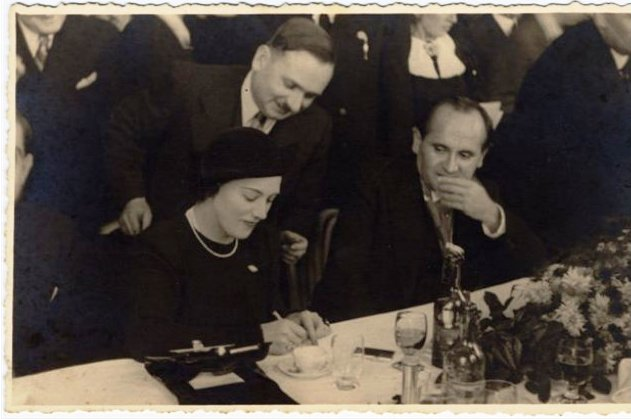
Bajor Gizi 1937-ben dr. Németh Antal mellett a Nemzeti Színház centenáris díszebédjén a Gellért Szálló kis szalonjában.

1935 májusában, miután Hóman Bálintnak nem sikerült megegyezésre jutnia a színházban végrehajtandó változtatásokról, a kultuszminiszter Vojnovich Gézát saját kérelmére felmentette a kormánybiztosi megbízatása alól és a Nemzeti Színház új igazgatójává dr. Németh Antalt, a rádió dramaturg-rendezőjét nevezte ki három évre, ám aki végül 1944-ig vezette a társulatot. A magyar klasszikusokat külföldi viszonylatban is népszerűsítette – például Az ember tragédiáját és a Csongort vendégjátékok alkalmával Bécsben, Berlinben, Hamburgban, Frankfurtban és Szófiában mutatta be a társulat. A klasszikusok felújításán és a korabeli külföldi (bolgár, dán, észt, finn, kínai, horvát) szerzők megszólaltatásán túl színpadra állították Németh László, Tamási Áron, Illés Endre, Kodolányi János, Márai Sándor, Zilahy Lajos műveit.
Igazgatása alatt a Keresztényszocialista Egyesületek Országos Szövetsége által rendeltekkel megkétszerezve rendszeressé tette a munkásság számára rendezett matinékat, a vasárnap délelőtti rendkívüli előadásokat. Az 1930-as évek második felében megindult a versengés a munkásság megnyeréséért mind a kormányzat, mind a más szociális mozgalmak, szociáldemokrata kezdeményezések és a keresztényszocialista akciók között. Ennek következtében egyre nagyobb nyomással akarták elérni a munkás jegyek árának nagy arányú csökkentését, ami eközben az ellenőrizetlen értékesítésekkel már nem csak a megcélzott rétegek számára vált elérhetővé, ezzel megkárosítva a színházat. Ezek az olcsó előadások, tekintettel a Nemzeti Színház évi, nagy munkateljesítményére és a színészek túlfoglalkoztatott voltára, komoly megterhelést jelentettek, hiszen gyakran előfordult, hogy egy-egy művész vasárnaponként kétszer, sőt háromszor is szerepelt, délelőtt, délután és este. Nemcsak a művészeknek, de a műszaki személyzetnek is elvette ez pihenőjét, noha a hét végén tartott premierek, a szombat délután tartott saját ifjúsági előadások után mindenképpen megérdemeltek volna pár nyugodt órát. Továbbá évente legalább 6-7 színművészeti akadémiai vizsgaelőadás részére is rendelkezésre kellett bocsátani a színpadot, technikai berendezését és műszaki személyzetét. 
1939 őszén a Vallás és Közoktatásügyi Miniszter a 10 nemzeti színházi munkáselőadás megszervezésével Novágh Gyula népművelési igazgatót bízta meg, akivel Németh megállapodott arról, hogy a Magyar Művelődés Háza néven a Népművelési Bizottság kezelésébe kiadott Városi Színházba rendezzék meg a munkáselőadásokat – hiszen a fővárosnak már régóta állandó problémát okozott megfelelő hasznosítása és a nézőtér nagy befogadóképességére (2206 ülőhely) tényleges lehetőséget biztosított filléres alapon színházi előadásokra. Még ha színpada szcenikai szempontból jelentékenyen korlátozottabb volt a Nemzeti színpadáénál és így nem tudtak minden előadást átvinni – 1944-ig összesen 203 munkáselőadást tartott a Nemzeti Színház a Magyar Művelődés Házában és 9 munkásmatinét a Népszínház épületében –, de az igazgató ezt alapul véve 1940-ben egy ötéves belső színházfejlesztési tervet dolgozott ki. Ez az évi ötvenre emelt munkáselőadások bevételéből 10 új tag szerződtetését, illetve bevált segédszínészeknek e státusból epizódszínészi státusba való áthelyezését, jelesebb epizódszínészeknek rendes tagként való szerződtetését tette lehetővé. Neves vezető színészekkel gazdagon rendelkezett a színház, de az új erők fejlesztésére a kis létszámú színészgárdával dolgozó Nemzeti Kamara Színháznál (Andrássy úti Színház) egyáltalában nem, a Népszínház épületében pedig csak ritkán nyílt lehetőség. Ezért egy új épület szükségességét helyezte kilátásba, azonban ennek megvalósítására már nem volt lehetősége. Az 1930-as évek második felében körvonalazódni látszott a Nemzeti Színház új helyszíne, az úgynevezett Fórum kialakítási terve alapján. 1937-ben a főváros fel is ajánlott ingyen az Erzsébet téren egy telket, azonban a városrendezési és építkezési viták 1943-ig elhúzódtak. 1944 nyarán Németh Antalt eltávolították a színház éléről – a háború utáni tíz évben (főképpen Major Tamás haragjától üldözve, amit később mélyen megbánt) teljesen mellőzött lett pályáján.
1944 júliusában Kovách Aladár író-dramaturgot nevezte ki Mester Miklós kultuszminiszter. Még Németh mellett lett a Nemzeti Színház dramaturgja, aki 1938-tól kezdve mindegyik munkáját a Nemzeti Színház színpadára állította. Azonban októberben súlyosan megbetegedett és szanatóriumba vonult. Ekkortól rövid ideig Uray Tivadar vezetésével háromtagú művészi és gazdasági bizottság intézte a Nemzeti Színház ügyeit. Még 25-én Kiss Ferencet nevezték ki igazgatónak, 31-én pedig mint a Színművészeti Akadémia igazgatóját a színházi ügyek kormánybiztosává. Ő volt az első művész vádlott népbírósági perben 1945 novemberében.

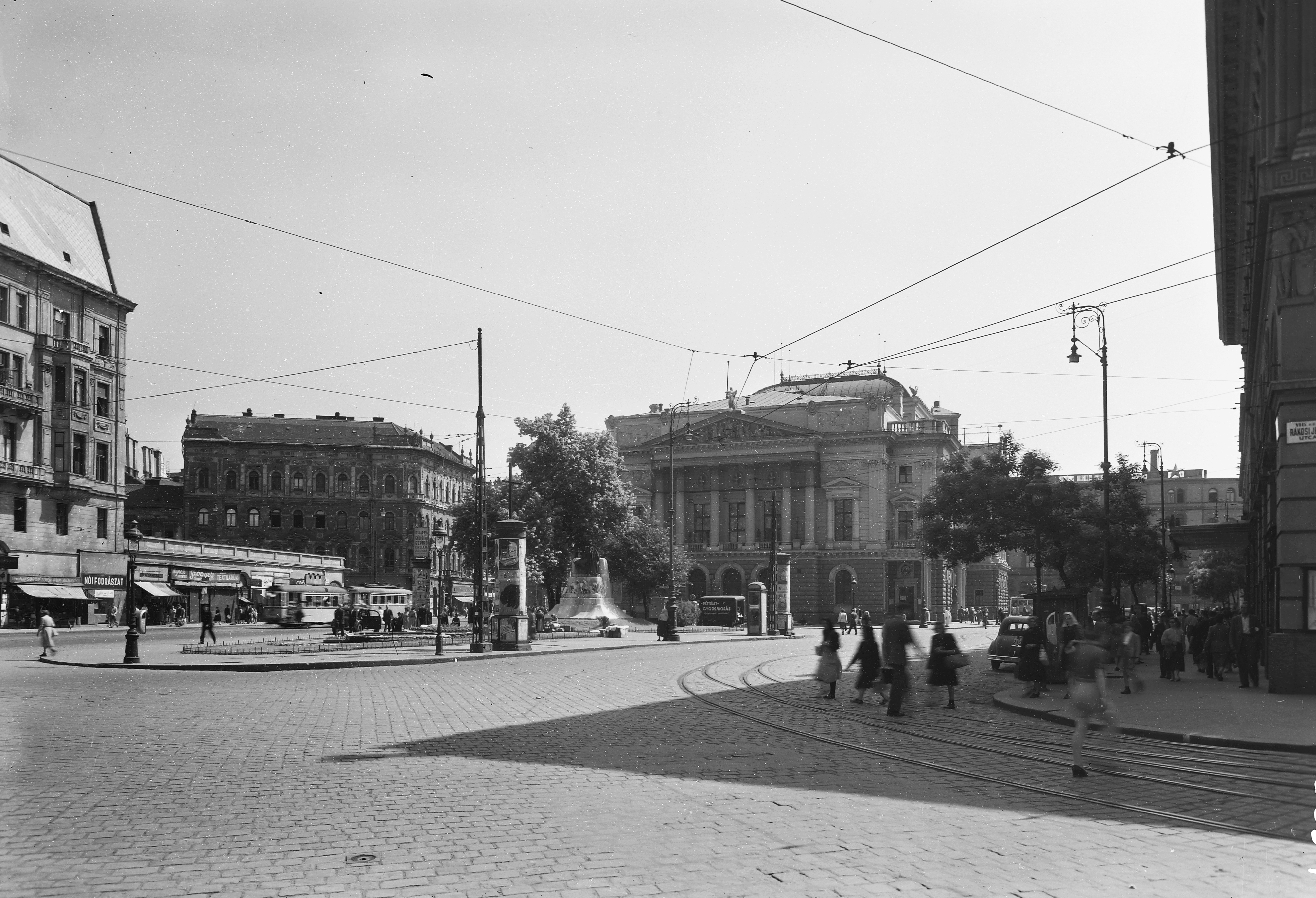
A Blaha Lujza tér és a Nemzeti a Márkus Emilia (Rákosi Jenő) utca felől 1951-ben

1944 december elején Várkonyi Zoltán szűkebb körben még arról beszélt, hogy a háború után a Magyar Színház a Nemzeti Színház fiatal gárdájával, – akik a városi színházi ifjúsági előadásokon nevelődtek ki, – Major Tamás vezetése alá kerül, míg a Nemzeti igazgatását Horváth Árpád kapta volna. Utóbbi halálával azonban ez másképpen alakult.
1945 február 16-i ülésén a Budapesti Nemzeti Bizottság által elfogadott és megerősített ötös tanács (elnöke dr. Csorba János polgármester, tagjai: Mihályfi Ernő, Darvas József, Orbán László, Bánóczi László és Major Tamás voltak) javaslata alapján a Nemzeti Színház Blaha Lujza téri épületének helyrehozása alatt, vagyis az évad végéig, a társulat a Magyar Színház épületében játszott. Új, kinevezett igazgatójuk Major Tamás lett. A Városparancsnokság február 27-i színháznyitási rendeletére megtörténtek az előkészületek arra is, hogy az épségben maradt Nemzeti Kamaraszínházban március l-jén megkezdődjenek az előadások. Nyitódarabként Csokonai Vitéz Mihály Karnyónéja került színre, a Nemzeti Színház „új élete” pedig április 25-én az akkor még Izabella (1964-től Hevesi Sándor) téri Magyar Színház épületében, a Bánk bán előadásával indult meg. Megkezdődött a színház feladatának újrafogalmazása, műsorpolitikájának, játékstílusának megújítása. Ettől kezdve budapesti és pestkörnyéki gyárak munkásai jelentek meg tömegesen az előadásokon, nem is egyszer a színészek üzemlátogatásainak viszonzásaképpen. A Sztanyiszlavszkij-módszer megismertetésével, érvényesítésével megteremtették a realista színjátszás elvi és gyakorlati alapjait. E mellett az 1950-es években több másik színház is felvállalta a Nemzeti „műsorrétegeit”: a világirodalmi klasszikusokat, a magyar drámairodalom kiemelkedő alkotásait, a kortárs külföldi dráma (benne nagy súllyal a szovjet drámairodalom) megszólaltatását és az új magyar dráma szolgálatát, miközben az együttesek is összekeveredtek (volt nemzeti színházi színészek – a régebbi és az újabb korosztályok képviselői egyaránt – átszivárogtak ezekbe a társulatokba). 1953 és 1956 között a sok kritikát kiváltó harsányabb játékstílusa mellett az új magyar drámairodalom (Urbán Ernő, Déry Tibor, Vészi Endre) jelentős támogatója lett.

#### A Nagymező utcában
A társulat 1964. október 2-ától két évadot játszott a Nagymező utca 22-ben, a későbbi Thália Színház épületében. Az irodák, műhelyek, raktárak egy része még december 31-ig a régi épületben maradtak. Az új színpadi méreteknek megfelelően átalakított díszleteket s egyéb berendezéseket a megnyitóig átszállították. A frissen átalakított és renovált helyiségek megnyitásakor Madách Imre halálának 100. évfordulójából Major Tamás rendezésében felújított Az ember tragédiáját mutatták be (a főszerepeket Sinkovits Imre, Váradi Hédi és Kálmán György játszották), amit a Magyar Rádió is közvetített. A Nemzeti Színház repertoárdarabjai közül tovább játszották a Nagymező utcai színházban a Lear királyt, a Macbethet, a II. József császárt és a Részeg esőt.

#### A Hevesi Sándor téren

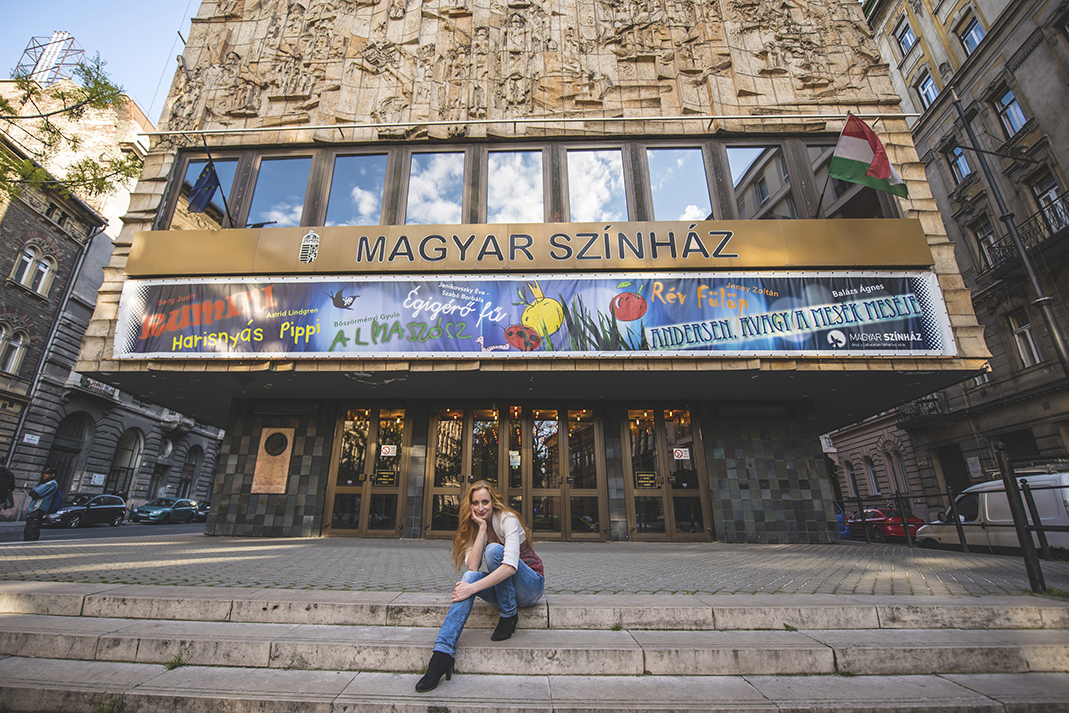
A Magyar Színház bejárata előtt Losonczi Kata színésznő 2015-ben

1964. február 13-án a televízióban is bejelentették, hogy metróépítés miatt lebontják a Blaha Lujza téri épületet. Ezzel egy időben a társulat újabb ideiglenes hajlékának a Hevesi Sándor téren álló, addig is színházként üzemelő épületet jelölték ki. De a teátrumot a „célra megfelelő állapotba” kellett hozni.
A Hevesi Sándor téri színház mai arculatát 1964−66 között nyerte el, Ázbej Sándor tervei alapján teljesen átépítették. A Nemzeti Színház 1966. október 1-én Az ember tragédiája című előadással kezdte meg ott a 34 évig tartó „ideiglenes helyén” működését. Itt alapította meg Bodnár Sándor a színház színészképző intézményét, a Nemzeti Stúdiót. A színház életébe azonban rendszeresen beleszólt a politika. Meghatározó változást jelentett, amikor 1978-ban, felső‍ utasításra a kaposvári és a szolnoki teátrumból kerültek színészek és jelentős rendező‍egyéniségek (Ascher Tamás, Székely Gábor és Zsámbéki Gábor) a teátrumba. A más munkatempó és játékstílus viharokat kavart, ezért 1982-ben az addigi kamaraszínházból meg is alapították az önálló Katona József Színházat. A társulatból olyan meghatározó mű‍vészek tartottak velük, mint például Major Tamás, Gobbi Hilda, Máthé Erzsi vagy Sinkó László. A színház nimbusza jelentő‍sen megtört, ekkortól számos igazgató váltotta egymást, mindenki saját embereivel formálta a színházat. A végső törést azonban az okozta, amikor 1991–99-ig Ablonczy László újságírót ültették a direktori székbe és lényegében egy szakmai bojkott kezdődött a színház ellen, ami még a 2010-es években is éreztette hatását.
Hosszú huzavonákat (előbb egy 1965-ben nyert nemzetközi pályázat a Városligetben – Gobbi Hilda kezdeményezésére 1985-ben – kapott építési engedélyt, majd 1987-ben egy új helykijelölő pályázat alapján az Engels (ma: Erzsébet) téren engedélyezett és 1997-ben ugyanígy, de immár ténylegesen el is kezdett építkezés fulladt kudarcba) követően, az 1998-as országgyűlési választás után miniszteri, majd 1999-től kormánybiztost neveztek ki Schwajda György személyében a Nemzeti Színház építésére. Az új beruházás helyszíne végül a Lágymányosi (ma: Rákóczi) híd pesti hídfőjénél lévő telek lett. Eközben 1999. június 1-jétől 2002. június 30-áig a Nemzeti Színház igazgató-főrendezői posztját Iglódi István kapta meg.
2000. szeptember 27-én a cégbíróság bejegyezte a Nemzeti Színház Részvénytársaságot, ami az új Nemzeti Színház építésével összefüggő beruházás koordinálására volt hivatott, vezérigazgatója pedig az új teátrum létrehozását felügyelő kormánybiztos volt. Ezzel párhuzamosan a Hevesi Sándor téri intézmény nem szűnt meg, a minisztérium Pesti Magyar Színházra keresztelte, majd 2002 márciusában, az elkészült új épület a benne szerveződő társulattal együtt már Nemzeti Színház néven nyitott meg, ekkor megbízott igazgatója még – 2002 májusáig – Schwajda György volt. Az átnevezett társulat régi helyén tovább működve lelkében továbbra is „a nemzeti" maradt. Többek között a Csiszár Imre igazgató által 1989-ben alapított, a Nemzeti Színház örökös tagság intézménye is továbbra az itt maradt színészeket illette meg, azonban a visszás helyzetben az új, A Nemzet Színésze cím árnyékában nem sok fény vetült már arra, aki a Magyar Színház társulatában A Nemzeti Színház Örökös Tagjának mondhatta magát, ráadásul az elismerés jogi része 2011-gyel újabb fordulatot vett.
2000. szeptember 1-jétől a Pesti Magyar Színház nevet kapja a Hevesi Sándor téren addig működött Nemzeti Színház. Az akkori indoklás szerint azért, mert ez a név innentől kezdve már az épülő új Nemzeti Színházat illeti meg. E mellett a megnevezés mellett szólt az is, hogy az épület közel 50 éven át viselte már (1897–től) a Magyar Színház nevet. Az akkor még Nemzeti Színház művészeti tanácsának javaslatát, hogy a Nemzetiből majd Régi Színház legyen, a minisztérium nem fogadta el. Az intézmény művészi feladatainak megfogalmazása nem változott, így továbbra is korábbi szerepét töltötte be.

## Pesti Magyar Színiakadémia
A Színiakadémia jogelődje a ma már legendásnak számító Nemzeti Stúdió, amelyet 1966-ban a még Nemzeti Színházként működő színház rendezője, Bodnár Sándor alapított és haláláig, a nyolcvanas évek végéig vezetett. A Stúdió létrehozására Zsolt István főügyelő (és csapata), Simon Zoltán zenei vezető, Szigeti Károly koreográfus (a Vasas Művészegyüttes művészeti vezetője) ötlete alapján került sor, mely szerint megfelelő segédszereplők nélkül nem működhet a színház. Így a növendékek főként a Színház és Filmművészeti Főiskola felvételijének második rostájáig jutó jelentkezőkből kerültek ki és azzal szoros együttműködéssel dolgozott. A Stúdióban nem csak énekelni, táncolni tanultak, és megismerkedtek a színpadi mozgással. Kitanulták az arcfestést, maszkkészítést, foglalkoztak a színházi etikával, a társulat belső életével, és igen nagy hangsúlyt kapott a gyakorlat. Mintegy előkészítő is volt a főiskolai felvételi vizsgára.
1991–1997 között, Sződy Szilárd vezetése alatt vált az Akadémia államilag bejegyzett intézménnyé Ablonczy László színházigazgató támogatásával és Dölle Zsolt koreográfus, pantomimművész közreműködésével, húsztagú tanári gárdával, három plusz egy évre tervezett tantárgyi programmal. Az iskola működési engedélyét 1996-ban adta ki az önkormányzat. A tanintézmény neve Nemzeti Színiakadémia Művészeti Szakközépiskola, majd a névváltoztatás után Pesti Magyar Színiakadémia Művészeti Szakközépiskola lett, pedagógiai programja a Minisztérium által elfogadott szakmai program alapján alakul. Az iskola igazgatója 1997-től 2012-ig Kovács Gábor Dénes, onnantól Benkő Nóra, fenntartója pedig – a színház vezetőségének döntése alapján – a Theatrum Scholae Közhasznú Alapítvány lett, de az együttműködés az intézménnyel továbbra is a legszorosabb maradt. A 2013–14-es tanévtől az Aranytíz Kultúrház biztosít külső oktatási, egyszersmind a vizsgaelőadások bemutatásra szolgáló helyszínt az akadémistáknak.

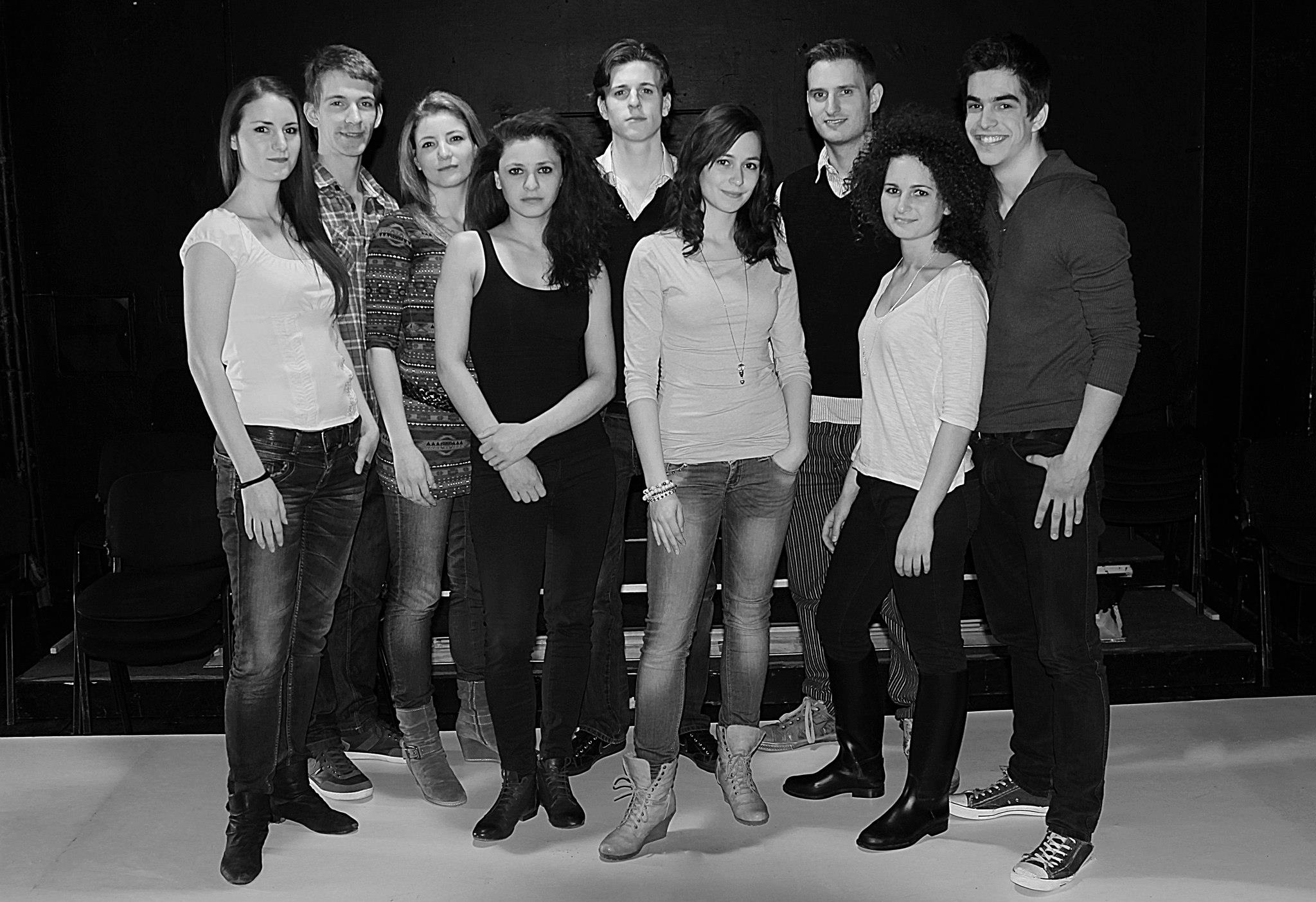
A 2013-ban végzett színiakadémisták

A Pesti Magyar Színiakadémia Művészeti Szakközépiskola hároméves, nappali tagozatos, középfokú színészképzést folytat, amelynek nappali tagozatára érettségivel rendelkező fiatalok 21 éves korig jelentkezhetnek, de e mellett esti tagozaton is folyik képzés. A gyakorlati (színészmesterség, zenés mesterség, színpadi-szakmai gyakorlat, ének, hangképzés, művészi beszéd, beszédtechnika, tánc, színpadi mozgás, kontakt, akrobatika) és elméleti (színház- és drámatörténet, dramaturgia, művelődéstörténet, esztétika) tárgyakból minden félévben vizsgáznak a hallgatók. Sikeres teljesítésével, a harmadik év befejezésekor – teljesítményük függvényében – Színész II. színházi és filmszínész bizonyítványt kapnak a növendékek.
A végzett növendékek többsége szabadúszóként, vagy színházban játszva, darabszerződésekkel folytatja pályafutását.

## Társulat
Hosszú, szövevényes története alatt a korábban Nemzeti Színház, majd Magyar Színház nevű társulatban, játszóhelyein, épületeiben a magyar színésztársadalom legnagyobb alakjai játszottak: Bajor Gizi, Blaha Lujza, Beregi Oszkár, Csortos Gyula, s hasonló nagyságrendű művészek szinte végtelen sora követi őket: Jászai Mari, Ódry Árpád, Törzs Jenő, Tímár József, Tőkés Anna, Somlay Artúr, Dajka Margit, Sulyok Mária, Pécsi Sándor, Kiss Manyi, Gábor Miklós, Gobbi Hilda, Básti Lajos, Lukács Margit, Tolnay Klári, Makláry János, Balázs Samu, Ruttkai Éva, Kálmán György, Bessenyei Ferenc, Váradi Hédi, Őze Lajos, Sinkovits Imre, Agárdy Gábor...

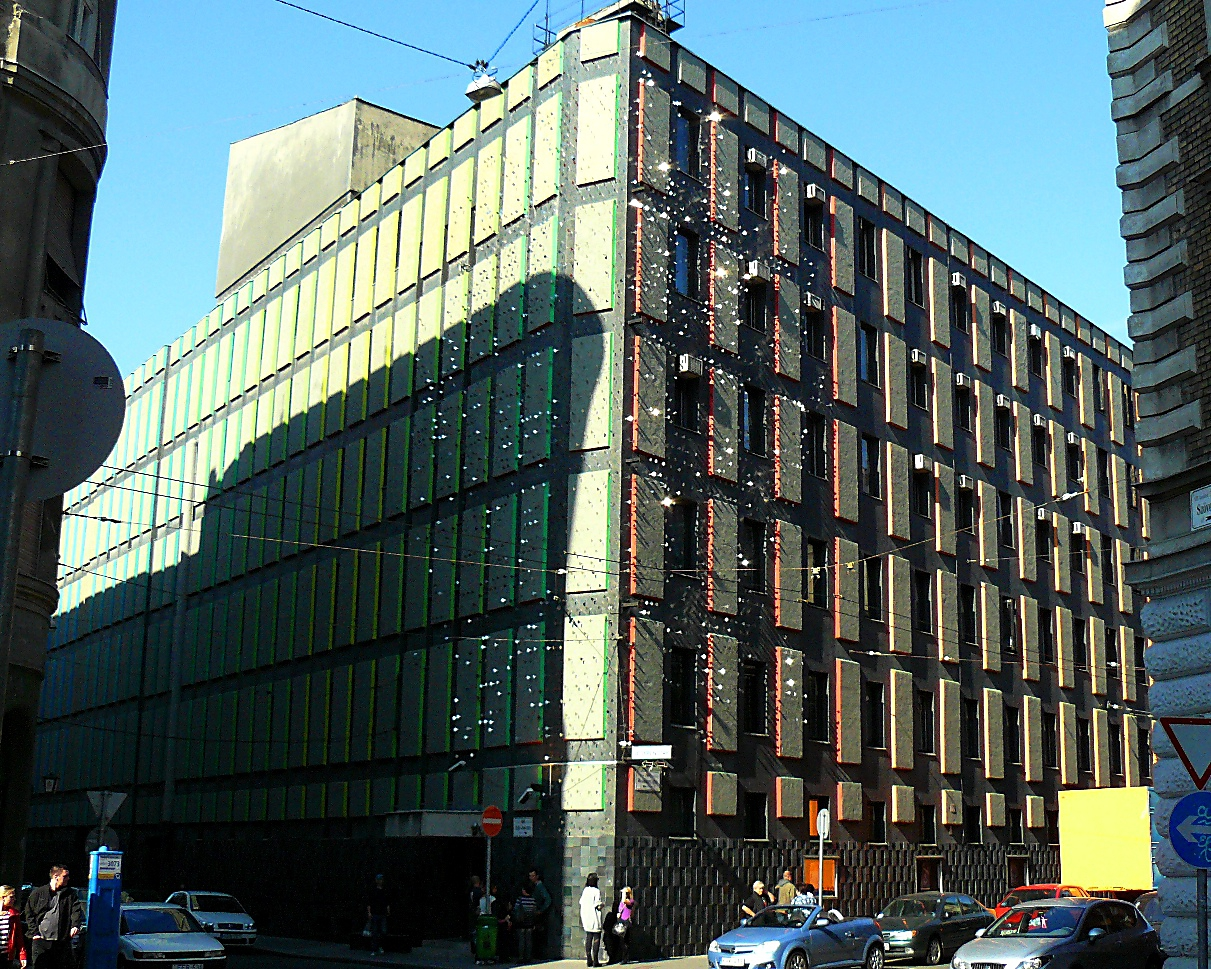
A Magyar Színház művészbejárója, a társulat Pesti Magyar és Nemzetei Színház-beli korszakainak összes tagját jelképező „AER”-acéllevelekkel

2006-ban az Országos Színháztörténeti Múzeum és Intézet egykori igazgató-helyettesének megfogalmazásában: „Vitathatatlan, hogy mind a Magyar Színháznak, mind a [2002 óta játszó] Nemzetinek társulata van. A tagság kérdése azonban még ilyen alapintézményeknél sem egyszerű: értelmezhető munkajogi, illetve tartalmi – mondjuk úgy: színház-szakmai – szempontból (a társulati tagnak tekintett nyugdíjas színészek esetében össze is keveredik a kettő). A Színházi Évkönyv a 2000/2001-es évadban 61 színészt sorol fel mint a régi Nemzeti nagyrészt közalkalmazott státusban lévő művészét. Ők maradtak ott – maradtak méltatlanul ott – az új Nemzeti átadásakor. Az akkori társulat létszáma azért ilyen nagy, mert három játszóhelyre és egy nagy repertoárra volt „méretezve". Idős művészek egész sorát tartalmazza ez a névsor, köztük sok olyat, aki A Nemzeti Színház örökös tagja címet kapta a nyolcvanas–kilencvenes évek fordulóján. Közülük nyolcan – ahogy ezt a színház honlapján megfogalmazza – már az „égi társulathoz" szerződtek. További tíz személy másutt folytatta pályafutását, vagy visszavonult a színpadi munkától. (Az akkori társulatból egyedül Varga Mária lett tagja az új Nemzeti Színháznak.) Tehát a fogyás [a 2005/2006-os évadra] összesen tizennyolc fő, négy új szerződtetéssel az egyenleg negyvenhét fő.”
A 2010-től pályázatot nyert vezetés összesen 243 közalkalmazottal (ebből 44 színész) vette át az intézményt és kezdte el az újrastrukturálást, hiszen helyzete már a 2000–2005-ös időszak óta – egyre sürgetőbben nehezedve a színház gazdaságára – ezt szükségessé tette. A minisztérium is – más állami fenntartású intézményeihez hasonlóan – a Magyar Színháznál is azonnali létszámcsökkentést rendelt el, majd a teátrum bérköltségének 20 százalékát veszítette el a 2012-es költségvetéssel, így a két év alatt jelentősen csökkenteni kellett a munkatársak számát. 2012-ben, 165-en dolgoztak a színházban, 2013-ban 132-en, a színészek száma 34 fő volt.

### 2024/2025-ös évad[183]

#### Vezetés
- Főigazgatóː Nagy Viktor
- Gazdasági igazgató: Szabó Zoltán
- Művészeti vezető: Eperjes Károly
- Produkció igazgató: Rázga Miklós
- Dramaturgː Deres Péter
- Koreográfiaː Gyenes Ildikó

#### Színészek
- Barsi Márton
- Bede-Fazekas Annamária
- Fellinger Domonkos
- Fillár István
- Fülöp Kristóf
- Haumann Máté
- Horváth Anna
- Horváth Sisa Anna
- Jenes Kitti
- Keresztény Tamás
- Kisfaludy Zsófia
- Kosznovszky Márton
- Lőrincz Nikol
- Molnár Janka
- Murvai Márton
- Nagy Petra
- Pavletits Béla
- Péteri Lilla
- Rancsó Dezső
- Soltész Bözse
- Szatmári Attila
- Szemenyei János
- Szurcsík Ádám
- Szűcs Sándor
- Trokán Anna
- Varga Fekete Kinga
- Varga Szilvia
- Viczián Ottó
- Vlahovics Edit

#### Ensemble
- Anderson Viktória
- Besenyi Nándor
- Elek Kíra
- Eszenszky Gergely
- Farkas Eunika
- Fazekas László Csaba
- Fazekas Orsolya
- Fülöp Balázs
- Kiss Liliána Melody
- Kovács Vivien
- Kuti Petra Gabriella
- Máté Zsófia
- Nagy Noémi
- Papp Domonkos
- Penke Soma
- Rácz Máté
- Szűcs Enikő
- Tóth Géza Gergő
- Tóth Norbert Márk
- Z. Kovács Gábor

## Igazgatók
| Pesti Magyar Színház néven működve 1837–1840 között                                          | Pesti Magyar Színház néven működve 1837–1840 között |                                                                                 |
| -------------------------------------------------------------------------------------------- | --------------------------------------------------- | ------------------------------------------------------------------------------- |
| Bajza József                                                                                 | 1837–1838                                           | A színház első épületében a Kerepesi/Rákóczi út 3. alatt (1837–1908)            |
| Szentkirályi Móric, gr. Ráday Gedeon és Ilkey Sándor, Nyáry Pál, Ilkey Sándor, a választmány | 1838–1840                                           | A színház első épületében a Kerepesi/Rákóczi út 3. alatt (1837–1908)            |
| Nemzeti Színház néven működve 1840–2000 között                                               |                                                     | A színház első épületében a Kerepesi/Rákóczi út 3. alatt (1837–1908)            |
| Földváry Gábor, Ráday Gedeon                                                                 | 1840                                                | A színház első épületében a Kerepesi/Rákóczi út 3. alatt (1837–1908)            |
| Simontsits János                                                                             | 1841–1842                                           | A színház első épületében a Kerepesi/Rákóczi út 3. alatt (1837–1908)            |
| Bartay Endre (bérlő-igazgató)                                                                | 1843–1845                                           | A színház első épületében a Kerepesi/Rákóczi út 3. alatt (1837–1908)            |
| Ráday Gedeon (országos főigazgató)                                                           | 1844–1849                                           | A színház első épületében a Kerepesi/Rákóczi út 3. alatt (1837–1908)            |
| Simontsits János                                                                             | 1849–1851                                           | A színház első épületében a Kerepesi/Rákóczi út 3. alatt (1837–1908)            |
| Festetics Leó (intendánsként)                                                                | 1852–1854                                           | A színház első épületében a Kerepesi/Rákóczi út 3. alatt (1837–1908)            |
| Nyéki (Nyéky) Mihály (igazgatással megbízott választmányi tagként)                           | 1855                                                | A színház első épületében a Kerepesi/Rákóczi út 3. alatt (1837–1908)            |
| Ráday Gedeon (műigazgató)                                                                    | 1855–1860                                           | A színház első épületében a Kerepesi/Rákóczi út 3. alatt (1837–1908)            |
| Nyéki Mihály (igazgatósági felügyelőként)                                                    | 1860–1862                                           | A színház első épületében a Kerepesi/Rákóczi út 3. alatt (1837–1908)            |
| Radnótfáy Sámuel (intendánsként) Erkel Ferenc (operai igazgató 1868–1884)                    | 1862–1869                                           | A színház első épületében a Kerepesi/Rákóczi út 3. alatt (1837–1908)            |
| Zichy Antal (ideiglenes igazgató)                                                            | 1869–1870                                           | A színház első épületében a Kerepesi/Rákóczi út 3. alatt (1837–1908)            |
| Orczy Bódog                                                                                  | 1870–1873                                           | A színház első épületében a Kerepesi/Rákóczi út 3. alatt (1837–1908)            |
| Szigligeti Ede (1875-ig ideiglenes)                                                          | 1873–1878                                           | A színház első épületében a Kerepesi/Rákóczi út 3. alatt (1837–1908)            |
| Podmaniczky Frigyes (intendánsként) Paulay Ede (drámai igazgató 1878–1894)                   | 1875–1886                                           | A színház első épületében a Kerepesi/Rákóczi út 3. alatt (1837–1908)            |
| Keglevich István (intendánsként)                                                             | 1886–1888                                           | A színház első épületében a Kerepesi/Rákóczi út 3. alatt (1837–1908)            |
| Beniczky Ferenc (kormánybiztos intendánsként)                                                | 1888–1891                                           | A színház első épületében a Kerepesi/Rákóczi út 3. alatt (1837–1908)            |
| Zichy Géza (intendánsként)                                                                   | 1891–1894                                           | A színház első épületében a Kerepesi/Rákóczi út 3. alatt (1837–1908)            |
| Nopcsa Elek (intendánsként, 1896-ig kormánybiztosként)                                       | 1894–1897                                           | A színház első épületében a Kerepesi/Rákóczi út 3. alatt (1837–1908)            |
| Festetics Andor                                                                              | 1895–1900                                           | A színház első épületében a Kerepesi/Rákóczi út 3. alatt (1837–1908)            |
| Beöthy László                                                                                | 1900–1902                                           | A színház első épületében a Kerepesi/Rákóczi út 3. alatt (1837–1908)            |
| Somló Sándor                                                                                 | 1902–1908                                           | A színház első épületében a Kerepesi/Rákóczi út 3. alatt (1837–1908)            |
| Tóth Imre Bánffy Miklós (intendánsként, 1912–1917)                                           | 1908–1917                                           | A Blaha Lujza téri épületben (1908–1964)                                        |
| Ambrus Zoltán                                                                                | 1917–1922                                           | A Blaha Lujza téri épületben (1908–1964)                                        |
| Hevesi Sándor                                                                                | 1922–1932                                           | A Blaha Lujza téri épületben (1908–1964)                                        |
| Márkus László                                                                                | 1932–1933                                           | A Blaha Lujza téri épületben (1908–1964)                                        |
| Voinovich Géza (kormánybiztosként)                                                           | 1933–1935                                           | A Blaha Lujza téri épületben (1908–1964)                                        |
| Németh Antal                                                                                 | 1935–1944                                           | A Blaha Lujza téri épületben (1908–1964)                                        |
| Kovách Aladár                                                                                | 1944                                                | A Blaha Lujza téri épületben (1908–1964)                                        |
| Kiss Ferenc (kormánybiztosként)                                                              | 1944                                                | A Blaha Lujza téri épületben (1908–1964)                                        |
| Major Tamás                                                                                  | 1945–1962                                           | A Blaha Lujza téri épületben (1908–1964)                                        |
| Meruk Vilmos                                                                                 | 1962–1964                                           | A Blaha Lujza téri épületben (1908–1964)                                        |
| Both Béla                                                                                    | 1964–1971                                           | A Hevesi Sándor téren (1966-tól), előtte a Thália Színház (1964–1966) épületben |
| Marton Endre                                                                                 | 1971–1978                                           | A Hevesi Sándor téren (1966-tól), előtte a Thália Színház (1964–1966) épületben |
| Nagy Péter                                                                                   | 1978–1979                                           | A Hevesi Sándor téren (1966-tól), előtte a Thália Színház (1964–1966) épületben |
| Sziládi János                                                                                | 1979–1982                                           | A Hevesi Sándor téren (1966-tól), előtte a Thália Színház (1964–1966) épületben |
| Malonyai Dezső                                                                               | 1982–1989                                           | A Hevesi Sándor téren (1966-tól), előtte a Thália Színház (1964–1966) épületben |
| Csiszár Imre                                                                                 | 1989–1991                                           | A Hevesi Sándor téren (1966-tól), előtte a Thália Színház (1964–1966) épületben |
| Ablonczy László                                                                              | 1991–1999                                           | A Hevesi Sándor téren (1966-tól), előtte a Thália Színház (1964–1966) épületben |
| Iglódi István                                                                                | 1999–2000                                           | A Hevesi Sándor téren (1966-tól), előtte a Thália Színház (1964–1966) épületben |
| (Pesti) Magyar Színház néven működve 2000-től                                                |                                                     | A Hevesi Sándor téren (1966-tól), előtte a Thália Színház (1964–1966) épületben |
| Iglódi István                                                                                | 2000–2010                                           | A Hevesi Sándor téren (1966-tól), előtte a Thália Színház (1964–1966) épületben |
| Őze Áron                                                                                     | 2010–2014                                           | A Hevesi Sándor téren (1966-tól), előtte a Thália Színház (1964–1966) épületben |
| Zalán János                                                                                  | 2015–2024                                           | A Hevesi Sándor téren (1966-tól), előtte a Thália Színház (1964–1966) épületben |
| Nagy Viktor                                                                                  | 2024–                                               |                                                                                 |